# Отдельнов, Павел Александрович
Павел Александрович Отде́льнов (род. 19 июня 1979, Дзержинск, Нижегородская область) — российский художник, создающий произведения в техниках живописи, графики, фотографии, видео, инсталляции и работающий с темами урбанистики, экологии, советской истории и исторической памяти.

## Биография
Отдельнов родился в городе Дзержинске, крупнейшем центре советской химической промышленности. Предки художника в 1930-е годы работали на химических заводах города. Дзержинск с его индустриальной историей, а затем резким экономическим упадком и запустением в постсоветские годы стал одним из источником тем и образов для искусства Отдельнова.
По словам Отдельнова, он всегда мечтал быть художником и поэтому начал заниматься искусством ещё в детстве. После окончания изостудии и художественной школы в Дзержинске, Отдельнов поступил в Нижегородское художественное училище на специальность «преподаватель живописи», где обучался с 1994 по 1999 год у Павла Рыбакова. В 1999 году Отдельнов защитил дипломную работу — картину «Груз 200», материалом для которой послужили встречи и беседы с участниками боевых действий в Афганистане и Чечне. По его словам, задачей было создать образ человека, сломленного войной и неспособного вернуться к мирной жизни.
С 1999 по 2005 год Отдельнов учился в МГАХИ им. Сурикова на факультете живописи у Павла Никонова и Юрия Шишкова. Обучение в мастерской строилось вокруг пластических задач (построение композиции, организация картинной плоскости, поиск цветовых отношений). В 2005 году Отдельнов защитил диплом серией картин на евангельские сюжеты. Дипломная работа была написана в традициях мастерской, в которой большое внимание уделялось пластическим проблемам: построению композиции, ритму, живописной плоскости, пространству. В работах, созданных в учебное время, заметно влияние советской живописи 1920-х и 1930-х годов.
С 2005 по 2007 годы Отдельнов обучался в аспирантуре МГАХИ им. Сурикова. С 2007 года вёл «Живой Журнал», который стал для него главным средством самообразования. В «Живом Журнале» Отдельнов публиковал заметки об искусстве и текущих выставках.
С 2013 по 2015 годы Отдельнов учился в Институте проблем современного искусства в Москве. В рамках учебной программы сделал работу I Shop therefore I Am («Я покупаю — следовательно я существую»), посвященную взаимопроникновению искусства и рынка и отсылающую к работе Барбары Крюгер.

## Метод и стиль
Отдельнов получил академическое образование. Программа художественного училища была построена на изучении традиции советской реалистической живописи, большое внимание уделялось работе с натуры. В институтские годы и в ранних произведениях заметно влияние Павла Никонова, Николая Андронова и Андрея Васнецова. В это время Отдельнов работает преимущественно в технике живописи. В работах 2000-х годов он исследует формальные возможности живописи: свойства цвета и материала, соотношение масштабов, ищет необычные композиционные решения.
В 2009—2010 годах художественный язык Отдельнова постепенно изменяется: корпусная фактурная живопись становится более тонкой и гладкой, пространство углубляется, экспрессивный ритм цветовых полей, фактур и потеков заменяют мягкие цветовые переходы. Сам художник так прокомментирует это изменение: «Долгое время, пока я учился, считалось, что живопись это нечто самодостаточное: краска и ее движение по поверхности, её следы, которые художник оставляет, нагруженность холста — это все самоценно. Я думаю, что я от этого в какой-то мере отказался, хотя живопись для меня очень важна».
В 2015 году художник начинает снимать видео работы, а с 2016 года выставлять фотографии.
Для Отдельнова медиум живописи связан с категорией времени.
Свой принцип зрения он сравнивает с режим камеры time-lapse, который позволяет смотреть отстраненно и ухватывать изменения, происходящие в привычных пейзажах и в повседневной жизни:
Я часто задаюсь вопросом: возможно ли увидеть настоящее время? <...> Реальность ускользает от взгляда и мимикрирует под повседневное, обыденное, делается неразличимой. Мне представляется возможным ухватить настоящее, если смотреть на происходящее вокруг медленным взглядом, в режиме time-lapse. Тогда можно заметить, как меняются привычные ландшафты. Другой важный инструмент — мысленное создание временной дистанции, с которой новое превращается в руины. Картина создаёт такую дистанцию уже за счёт своей укоренённости в истории. Статичность картины — не что иное, как застывшая длительность.Павел Отдельнов
Отдельнову важно переосмыслить статус живописи, работать с ней не как с самодостаточным медиумом, но сделать её частью инсталляций. С середины 2010-х Отдельнов он делает масштабные художественные проекты-исследования («Промзона», «Звенящий след»), в которых живопись выступает как один из инструментов постижения прошлого наряду с видео, найденными объектами и документами.
Говоря о художественном языке Отдельнова, критики указывают на близость его манеры работам Герхарда Рихтера, фотографов Дюссельдорфской школы и художников Павла Никонова, Семёна Файбисовича, Михаила Рогинского и Эрика Булатова. Сам Отдельнов называет важными для себя художников русского лирического пейзажа XIX в. Алексея Саврасова и Исаака Левитана, а также Марио Сирони, Джорджо Моранди, Грегора Шнайдера, Джереми Деллера, Рейчел Уайтред, Сиприена Гайяра.
В поисках независимого выхода за пределы советского он скомбинировал темы памяти и социальной чувствительности с холодным панорамным видением, взятым у мастеров Дюссельдорфской школы (архитектура картин Отдельнова, их особая дистанция и некоторые цветовые соотношения генетически восходят к Андреасу Гурски). Другой опорой его метода стала поздняя живопись шестидесятников, которые — как, например, Павел Никонов — выпутывались из жёсткости сурового стиля, перенасыщая холсты вспышками солнца. Повёрнутые в фотографической перспективе, пейзажи Отдельнова тонули в наплывах люминесцентного и сумеречного света. Легкие тени прописывались в один слой. Рихтер и Гурски стали для Отдельнова своеобразным антидотом позднесоветской живописи: без него слишком велик был риск остаться внутри марева, с которым по-разному работали и Рогинский, и Никонов, и Файбисович, и Обросов. Кроме того, немаловажно, что художники Дюссельдорфской школы предлагали иной, отличный от советского, способ работы с национальной травмой. Наряду с узнаваемой абстракцией постсоветских городских окраин эти элементы легли в основу работ Отдельнова начала и середины 2010-х.Максим Буров, Надя Плунгян

## Ранние работы

### Комбинат. Ретроспектива, 2007—2008

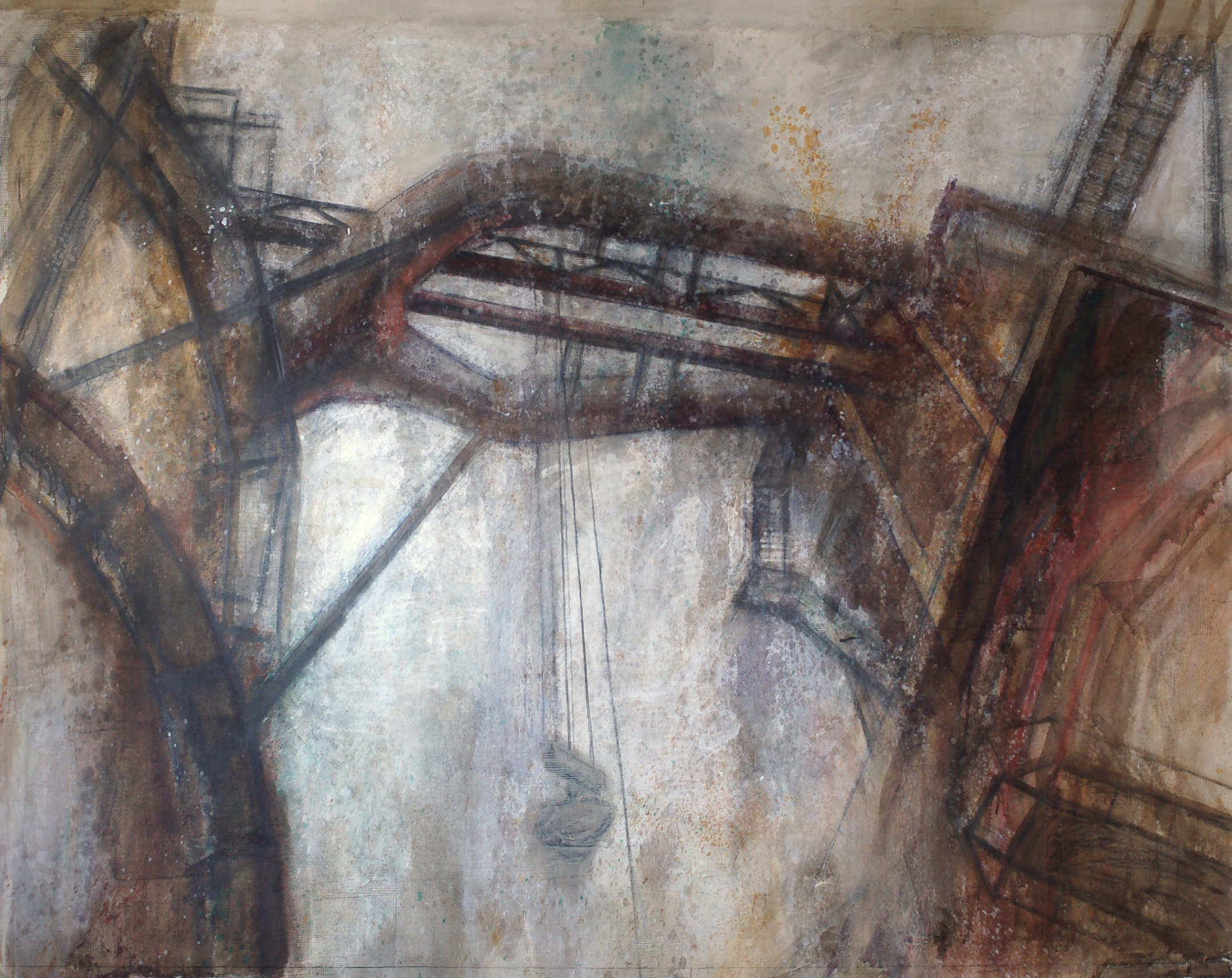
Павел Отдельнов. «Конструкция». 2008

В 2007 году вместе с Егором Плотниковым Отдельнов две недели на  металлургических заводах Новокузнецка. Поездка была задумана как эксперимент, повторяющий опыт звводских командировок художников в XX веке. Результатом творческой поездки и работы художников стал проект «Комбинат»: серия картин и литографий. Продюсером проекта выступил Гия Лордкипанидзе, куратором — Фёдор Никонов. Проект был показан в 2012 году в галерее «Эритаж», Москва.
Павел Никонов во вступительной статье к выставке отметил отличие подхода художников от подхода, принятого в советские годы: «…они не оставляют места героизму и энтузиазму 1930—1960-х годов, <…> исключают присутствие человека на холсте как главного героя. <…> вся громада индустрии: цеха, машины, гигантские фрагменты воспринимаются как некое исполинское кладбище доисторических монстров». Отдельнов сравнил архитектуру заводов и домн Новокузнецких металлургических комбинатов с античными руинами, «Для меня, как для человека постиндустриальной эпохи, доменные печи представляются, прежде всего эстетическими объектами. Тем более что над ними «поработало» время и превратило их почти в античные руины. Термы Каракаллы или римский форум кажутся мне менее впечатляющими. Заброшенный мартеновский цех и другие оставленные устаревшие производства продолжают жить какой-то иной, странной жизнью».
Картины Отдельнова  «Демонтаж». 2008, «Домна. Ночь». 2008, «Завод. Лето». 2008, «Прокат». 2008 из проекта «Комбинат» были приобретены компанией Евраз и переданы в собрание Научно-технического музея имени Ивана Бардина в Новокузнецке.

### Земля. Небо, 2009
В 2009 году Отдельнов пишет серию из пяти абстрактных пейзажей, в которых соединяет лирическую интонацию русского пейзажа XIX в. с приемами абстрактного экспрессионизма. В своих заметках в Живом Журнале, Отдельнов называет искусство Алексея Саврасова и Марка Ротко главными источниками для серии «Земля. Небо». Три из пяти пейзажей были экспонированы на выставке «Санаторий искусств» в Государственной Третьяковской галерее в 2010 году. Здесь Отдельнов впервые показал живопись как часть инсталляции. Поместив работы в специально выстроенном закрытом помещении с чёрными стенами, художник предлагал зрителю войти внутрь и почувствовать себя окружённым хорошо знакомым среднерусским пейзажем.

### Google-пейзажи и городские окраины
В это же время Отдельнов начинает работать с изображениями, найденными в Google-картах или сделанных со спутника (Highway, 2009; Highway II, 2010; серия Color Fields, 2010). Его интересует возможность отстраненно смотреть на пейзажи: экран монитора служит фильтром, создающим дистанцию между художником и пейзажем. Одним из эстетических импульсов, вдохновлявшим художника в это время, был фильм «Койяанискаци» Годфри Реджио с музыкой американского композитора минималиста Филипа Гласса.
В 2010-х годах Отдельнов жил в подмосковных Химках и каждый день ездил в мастерскую в центр Москвы. По дороге он наблюдал из окна автобуса за пейзажами московских окраин, а по выходным гулял по спальным районам и по большой свалке, расположенной вблизи его дома. Результатом этих наблюдений стали серии «Метро» (2010), «В движении» (2010), картина «Пустыня» (2010), в которых художник впервые обратился к важным для его последующего творчества образам городских окраин, свалок и пустырей.

## Городские окраины и не-места

### Неоновый пейзаж, 2012
Осенью 2012 года состоялась первая персональная выставка Отдельнова в Москве: художник представил серию картин «Неоновый пейзаж» в столичной галерее «Агентство ArtRu». Работы были выполнены маслом на холсте и дереве и посвящены природе света. Местом действия полотен выступили терминалы, переходы и взлётные полосы аэродромов, станции метро и ночные автострады — пространства, выполняющие служебную роль при быстром перемещении, а главным героем — искусственный свет, сливающийся в линии, направляющие движение человека в городском пространстве.

### Внутреннее Дегунино, 2014

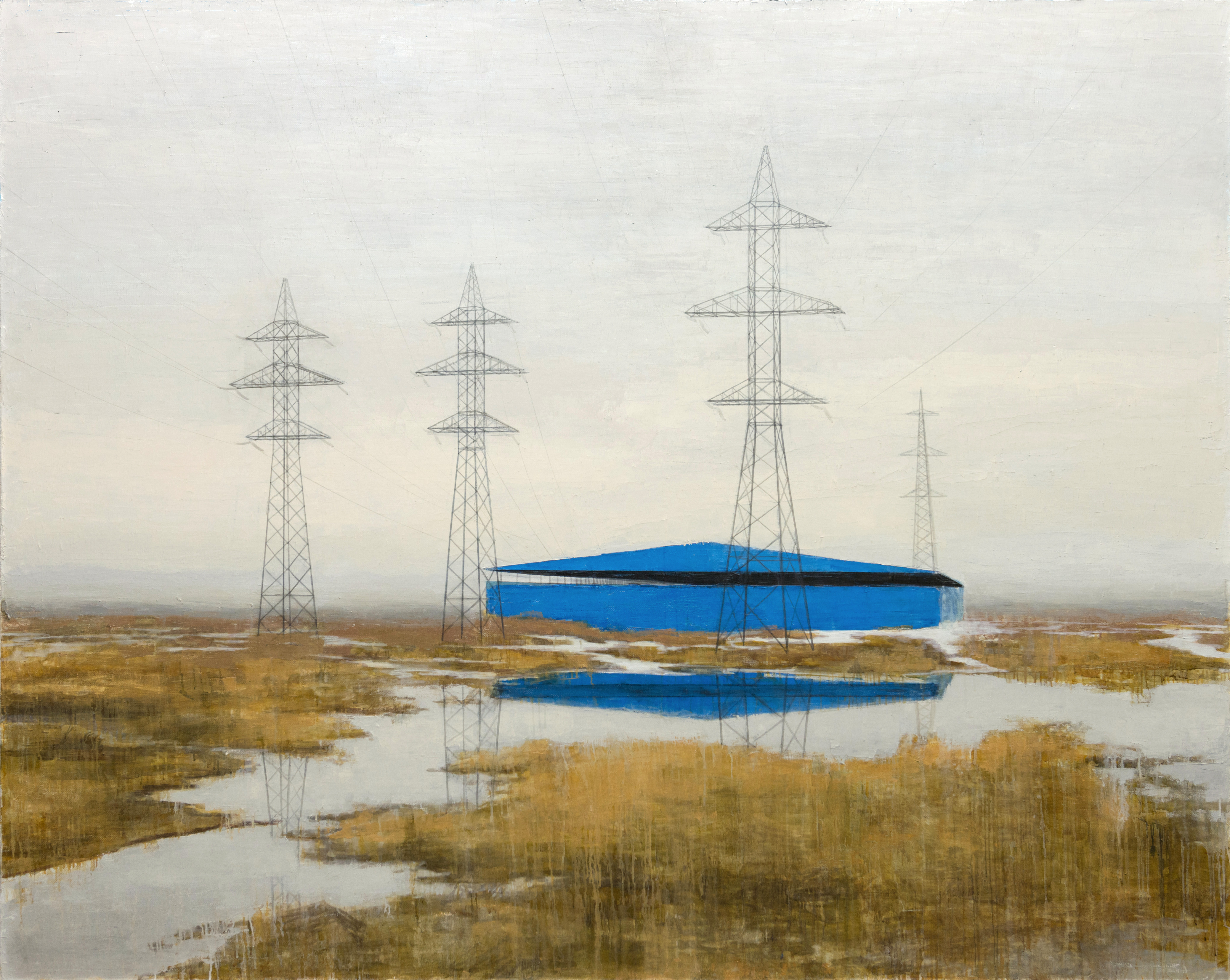
Павел Отдельнов. «Ковчег». 2014

В 2013 году Отдельнов начал работу над серией, вдохновлённой творческим исследованием Западного Дегунина — расположенного возле МКАД района Москвы, преимущественно состоящего из промышленных зон и панельных домов серии П-44. Его авторская интерпретация архитектуры спальных районов с единичными индустриальными объектами в бесконечном заснеженном пространстве вызвала интерес куратора IV Московской биеннале молодого искусства «Время мечтать» Дэвида Элиотта, который представил картины из неоконченной серии в основной программе выставки в июне 2014 года, где те были высоко оценены художественными критиками и культурными обозревателями.
Павел Отдельнов, чей художественный язык также находится на пересечении фотографической и живописной эстетик (сам он признает влияние как современного фотографа Андреаса Гурски, так и «русского поп-артиста», живописца Михаила Рогинского), тоже исследует архитектуру, которой суждено стать монументами следующей, постиндустриальной эпохи, не оставившей после себя дворцов и соборов.
Его живопись посвящена памятникам не производства, но потребления и коммуникаций: Павел Отдельнов пишет торговые центры на окраинах, заправочные станции и автострады. Впрочем, красота, которую художник находит в этих объектах, совсем недавно отметивших собой наше жизненное пространство, далека от поп-артной иронической апологии броской эфемерности настоящего момента. Его полотна <...> кажутся не столько знаками настоящего времени, сколько монументами минувшей эпохи. Фабрики без рабочих, торговые центры без покупателей, дороги без машин выглядят руинами современности – но и ничейными землями, открытыми для исследования, покорения, обживания.Ирина Кулик,
В октябре 2014 года Отдельнов представил законченную серию на персональной выставке «Внутреннее Дегунино» в Московском музее современного искусства. «Внутреннее Дегунино» вошло в список главных арт-проектов 2014 года, составленный редакцией AroundArt, заняло 3-е место в читательском голосовании за лучшую выставку, а в 2015 году было номинировано на «Премию Кандинского» в категории «Проект года».
Павел Отдельнов пишет на холсте маслом то, мимо чего все привыкли проходить или проезжать как можно быстрее, то есть промзоны, трубы ТЭЦ и прочие унылые приметы российского ландшафта. Художник скорее интересуется не формой, а пространством. Он вглядывается в привычный пейзаж, очищает его от всего лишнего, то есть людей и машин, превращая эстакаду, уходящую вдаль, в объект, затерянный где-то в холодном космосе.Александра Шестакова 
Репродукция картины «Ковчег» из проекта «Внутреннее Дегунино» в 2014 году была использована в оформлении обложки одноимённого альбома нижегородской музыкальной группы KernHerbst, в которой играет брат художника — Леонид Отдельнов.

### ТЦ, 2015

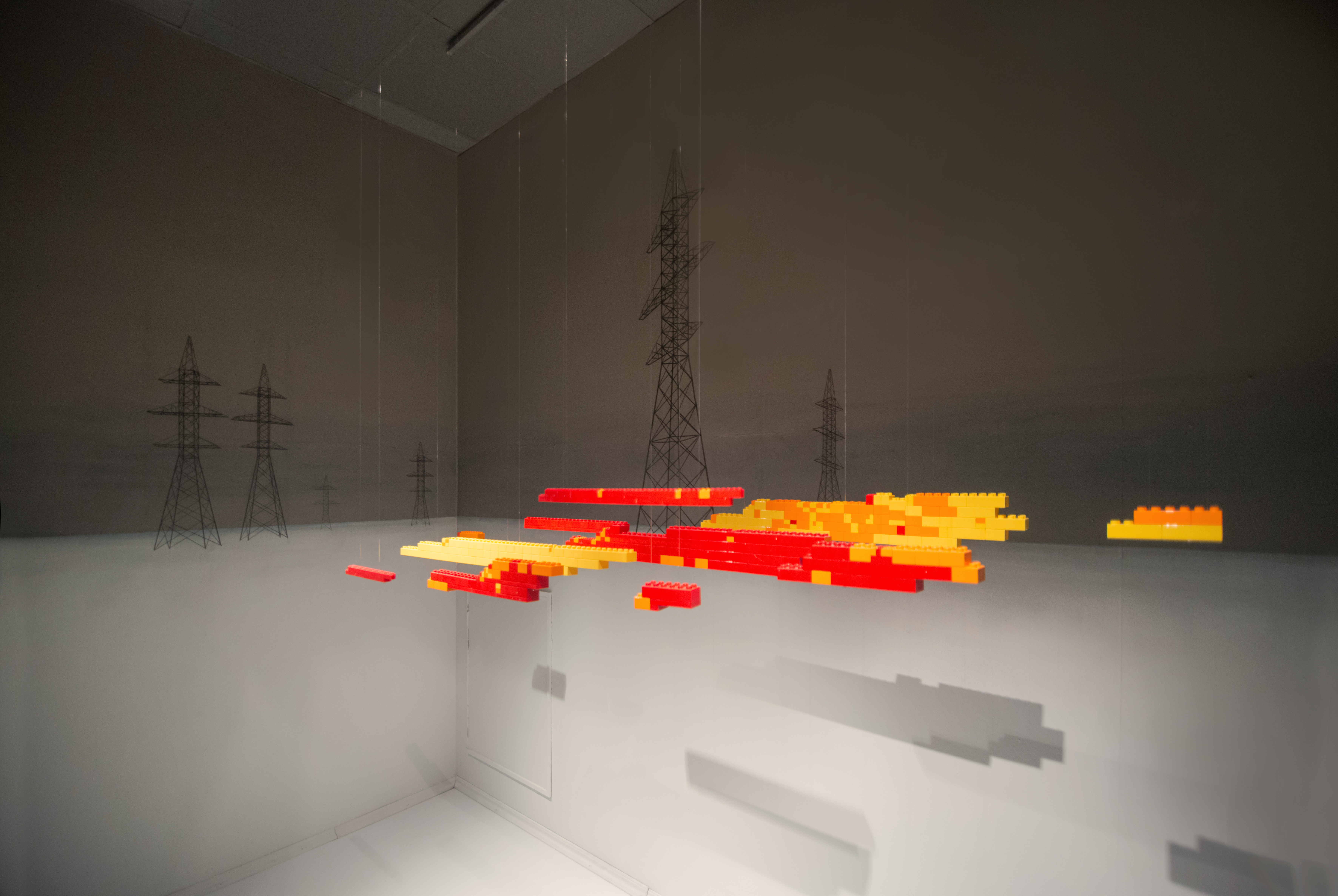
Павел Отдельнов. «ТЦ. Glitch». 2015. Инсталляция

В 2015 году Отдельнов представил проект «ТЦ» (сокр. от торговый центр), посвящённый торговым центрам, выросшим в спальных районах города в благополучные нулевые годы. Художник изобразил яркие коробки торговых центров, окружённые ветхими панельными домами, в виде «глитчей» — графических артефактов, вызванных программным сбоем. Для выставки «Блок пространства отдан разуму» в новом крыле Дома Гоголя на Никитском бульваре Отдельнов расширил проект тотальной инсталляцией, в которой «глитч» был материализован при помощи блоков LEGO.
Кроме того, в рамках программы «Расширение пространства. Художественные практики в городской среде», организованной фондом V-A-C в поддержку творческого изучения характерных для современной Москвы явлений и феноменов, была представлена трёхмерная визуализация «глитча» как возможного объекта паблик-арта: расположенной вблизи автомобильной дороги конструкции из ярких композитных блоков, за счёт эффекта параллакса выглядящая монолитной с одного ракурса и распадающаяся на составные части при смене точки обзора.
В ноябре 2016 года на выставке «ТЦ. Время цветных сараев», проходившей в рамках программы '«Не-места» центра Department of Research Arts в казанском центре современной культуры «Смена», Отдельнов помимо серии картин представил творческий проект I shop therefore I am (англ. Я покупаю, следовательно, я существую), посвящённый системе товарно-денежных отношений. В рамках проекта художник оформил банковскую карту с репродукцией собственной картины, использовал её для получения гонораров за работу и расплачивался ею на протяжении нескольких месяцев, отслеживая весь процесс.
Пустотные урбанистично-индустриальные ландшафты спальных окраин, знакомые по предыдущей серии художника «Внутреннее Дегунино» и ставшие своеобразной визитной карточкой Отдельнова, в новых работах перебиваются пестрыми пикселями.<...> Пейзажи Отдельнова с их знакомой каждому горожанину фактурой, приглашают зрителя внутрь, в глубину слякотных равнин, среди которых высятся массивы панельных высоток и линии электропередач.  Но эта мнимая глубина в холодно-серых тонах тут и там дробится, рассыпается на красочные пиксели, говорящие, что вся видимая реальность иллюзорна. Мы не в Дегунино, мы лишь смотрим «репортаж» оттуда.Константин Зацепин

### Русское нигде, 2020—2021

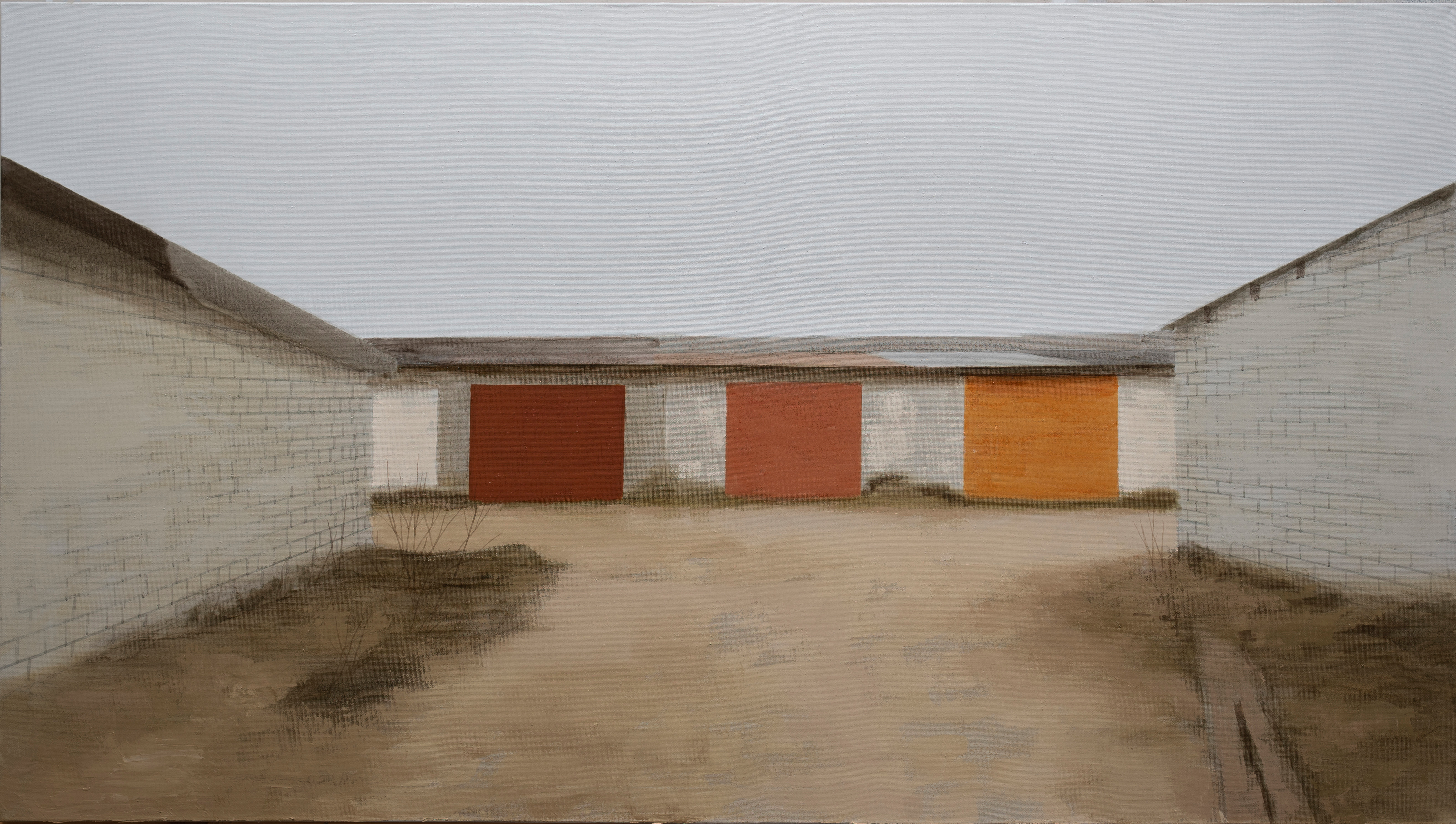
Павел Отдельнов. «ГСК». 2020

Проект «Русское нигде» стал продолжением темы «не-мест», начатой Отдельновым в проектах «Внутреннее Дегунино». 2014  и «ТЦ». 2015.
Выставки проекта прошли в 2020 г. в рамках ярмарки “Cosmoscow”, затем в 2021 г. в галерее «Триумф» и в Арт-галерее Ельцин-центра (Екатеринбург). В этом проекте Отдельнов довёл до предела приём остранения: серия работ была создана на основе машинных съемок Яндекс-панорам и Google Street View. Он намеренно выбирал самые банальные и типичные места, которые можно увидеть почти в любом уголке страны. 
Павел Отдельнов отдает себе отчет в невозможности непосредственной передачи реальности и применяет разную оптику — машинного и коллективного людского интеллекта. Это позволяет его отнести к постконцептуальной традиции. Обращаясь к выключенным из постоянного обращения и обитания ландшафтам, художник утверждает их существование и предлагает определять их через отрицание: эти места есть, но описать и идентифицировать их, даже имея точное изображение, не представляется возможным. Это «нигде», на самом деле, оказывается везде и возникает из пустоты, которая в действительности является главным героем работ Отдельнова.Марина Бобылева 
Рядом с пейзажами Отдельнов поместил объемные светящиеся красные вывески, подобные тем, что используются над входами в магазины. Тексты для вывесок он взял из комментариев в соцсетях, в пабликах «Эстетика ебеней», «Берёзка», «Русская смерть» и других в социальной сети ВКонтакте.

## Проекты-исследования

### Промзона, 2015—2020

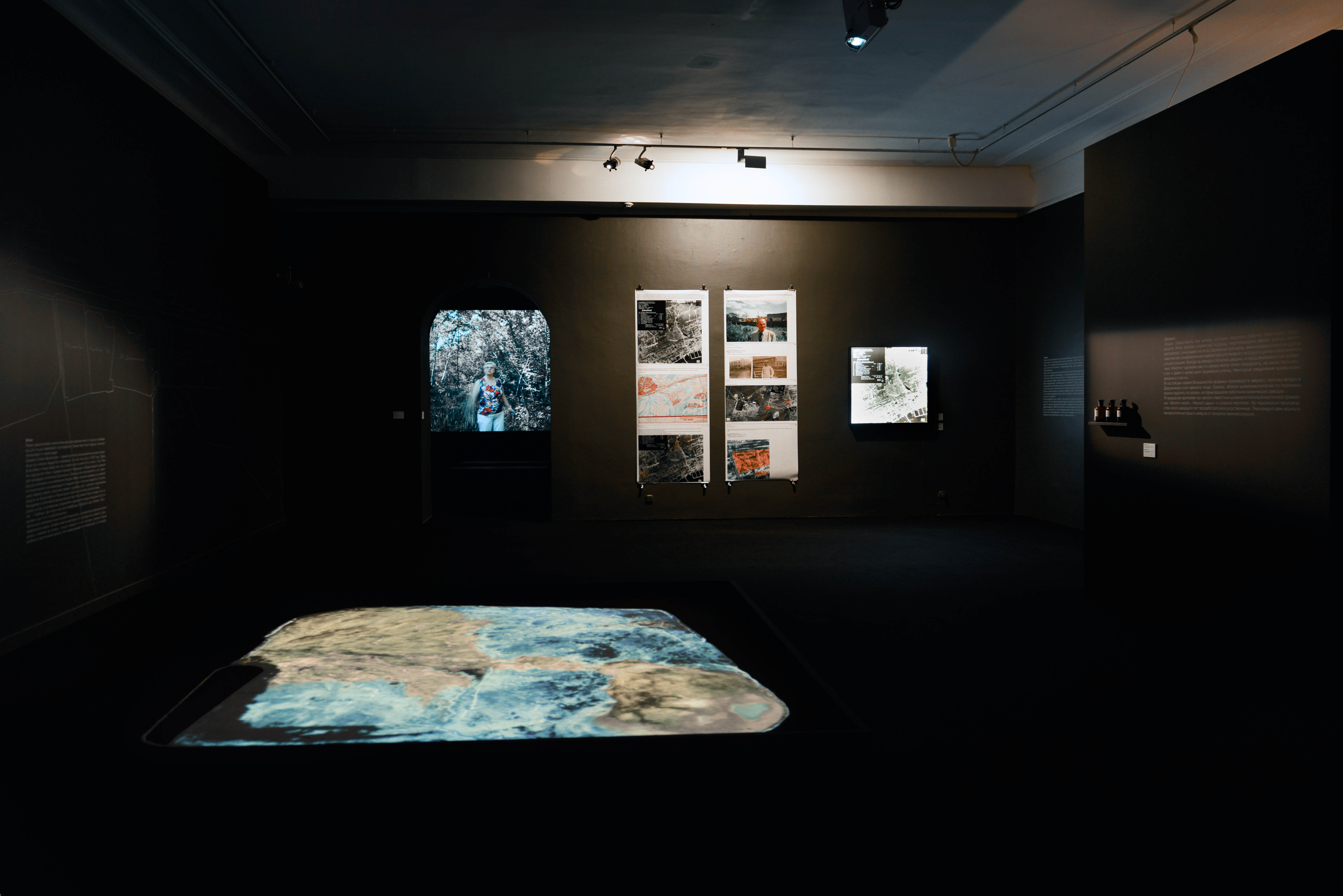
Выставка Павла Отдельнова «Промзона». Раздел «Музей». Московский музей современного искусства, 2019 год

С 2015 по 2020 год Отдельнов работал над проектом «Промзона». В течение этих лет прошло несколько выставок в рамках проекта: «Доска почёта», 2015 (Ставропольский краевой музей изобразительных искусств), «Территория накопленного ущерба», 2016 (галерея «Беляево», Москва), «Белое море. Чёрная дыра», 2016  (ГЦСИ «Арсенал», Нижний Новгород), «Руины», 2017 (галерея «Виктория», Самара), «Доска почёта», 2017 (экспозиция основного проекта IV Уральской индустриальной биеннале, Екатеринбург), «Химзавод», 2018, (галерея Futuro, Нижний Новгород), «Заводские анекдоты», 2018 (Творческий индустриальный кластер «Октава», Тула). В 2019 г. прошла масштабная выставка проекта  в Московском музее современного искусства на Петровке. В 2017 году в рамках церемонии вручения премии имени Сергея Курёхина Отдельнов был отмечен специальным призом Французского института в Санкт-Петербурге за этот проект и получил 3-месячную поездку в Международный центр искусств в Париже. В 2020 г. проект был отмечен премией «Инновация». В 2021 году «Промзона» оказалась в числе трёх финалистов премии Кандинского. В 2022 году проект был показан в Художественном музее Уппсалы, (Швеция)..
Основой для проекта стала семейная история художника. Три поколения его предков работали на химических предприятиях города Дзержинска. Таким образом семейная история оказалась тесно связанной с историей этих заводов. В ходе работы Отдельнов изучал архивные материалы и местные газеты советского периода, общался с краеведами и экологами, исследовал территорию промзон, а также территорию бывшего Ворошиловского посёлка. 
Задействуя различные медиа — живопись, фотографию, видео, инсталляцию, текст и реди-мейд — он предложил взглянуть на ушедшую эпоху в её историческом и персональном измерении. Выставку дополнили написанные на стенах фрагменты опубликованных воспоминаний рабочих и инженеров Дзержинских  заводов, а также фрагменты из книги «Без противогаза не входить!», написанной отцом художника Александром Отдельновым.

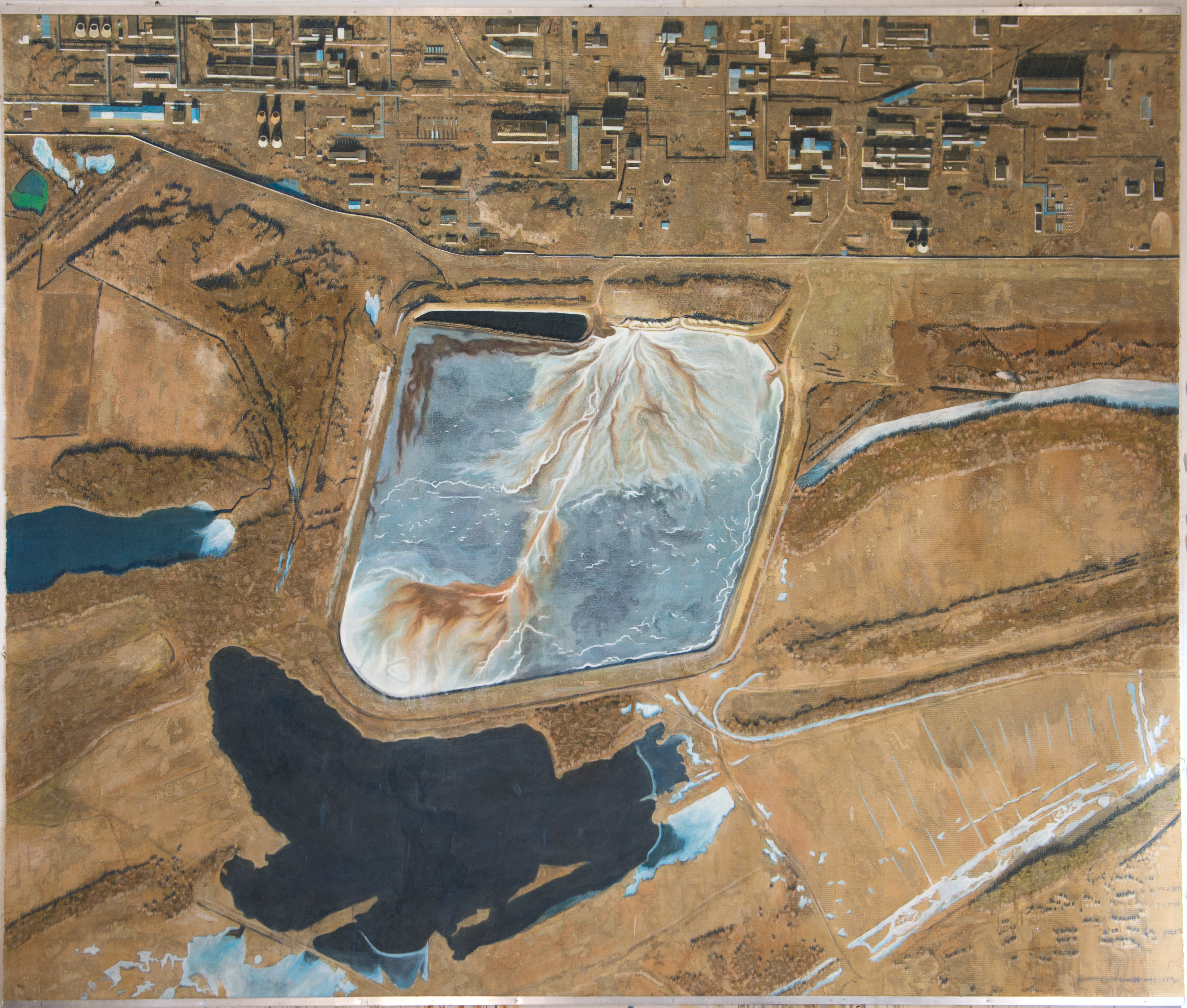
Павел Отдельнов. «56.2354828/43.5809789». 2016

В проект вошли картины, изображающие руины заводов Восточной промзоны города Дзержинска и изображения объектов накопленного экологического ущерба, написанные по спутниковым снимкам, серия «Доска почёта» — творческое освоение фотохроники советского времени, взятой из подшивки газет «Дзержинец», «Голос рабочего» и «За доблестный труд», фотографии, документальный фильм об окрестностях Дзержинска и три объекта — фрагмент шлама из шламоотстойника и использованные в химическом производстве графитовые стержни, которые местные жители, несмотря на токсичность, применяли для отопления домов до конца 1990-х годов, и кирпичи недостроенного ДК «Рулон», которые под воздействием ветра и агрессивной окружающей среды приобрели округлую форму.
По словам критика Владимира Дудченко, метод автора с сродни экспедиции, «раскрывающей Урук в Междуречье». Он же назвал «Дзержинск Отдельнова» «руиной модернизма как такового» и «утраченным параллельным вариантом будущего». 
Дзержинск Отдельнова это не просто эстетически оправданная руина, которую можно меланхолически созерцать, это утраченный параллельный вариант будущего. Отсюда модернистские острые углы в композиции, (см. Родченко). Отсюда всматривание в абстрактные пятна отслаивающейся краски и переплетений проводов. Руина модернизма как такового — с его масштабом, величием, оптимизмом и абсолютной бесчеловечностью. <...> Павел Отдельнов, изучающий модернизм по его практическим следам — сродни экспедиции, раскапывающей Урук в Междуречье. Желания вернуться в те мифические времена не возникает, но щемящее переживание присутствия призраков — в полный рост.Владимир Дудченко 
Искусствовед Надя Плунгян и Максим Буров противопоставили интонацию выставки постмодернистской речи от прохладного тона Владимира Сорокина, за которым скрыта социальная злость, до Светланы Алексиевич, чьи герои выплёскивают свои боль и ужас на читателя.
Работая с форматами документальной выставки и постмодернистской выставки-аттракциона, «Промзона» не является ни тем, ни другим. Это не выставка-исследование, а, скорее, выставка-погружение, которую с постмодернизмом разделяет отказ от самообъективации и наслаждения (чужой) травмой. <...>  Материал «Промзоны» — мрачноватая обыденность позднесоветского социального фона. В ней <...> пространство грусти важнее политического послания или правды документа. <...> Спокойная интонация художника во многом противостоит и постмодернистской речи — от прохладного тона Владимира Сорокина, за которым скрыта социальная злость, до Светланы Алексиевич, чьи герои выплескивают свои боль и ужас на читателя. Отдельнову неинтересны ни субверсия, ни гиперреализм, он равно далек от Файбисовича и Кабакова. Нередко можно слышать, что источник этой разницы — обезличенность «плохого», «недостаточного» художественного языка 2010-х. Однако суть в другом: 2010-е не взволнованы советским. Они готовы осмыслить травму, но не отождествиться с ней. Не отдаляя от нас голоса свидетелей XX века (бабушки, отца, бывшего военнопленного Клауса Фритцше), Отдельнов разбирается в том, как они соотносятся с современностью. Задача художника — не остаться в прошлом, поймать момент, в котором советский опыт остается опытом его семьи, но уже не распространяется на него самого.Максим Буров, Надя Плунгян 

### Психозойская эра, 2018

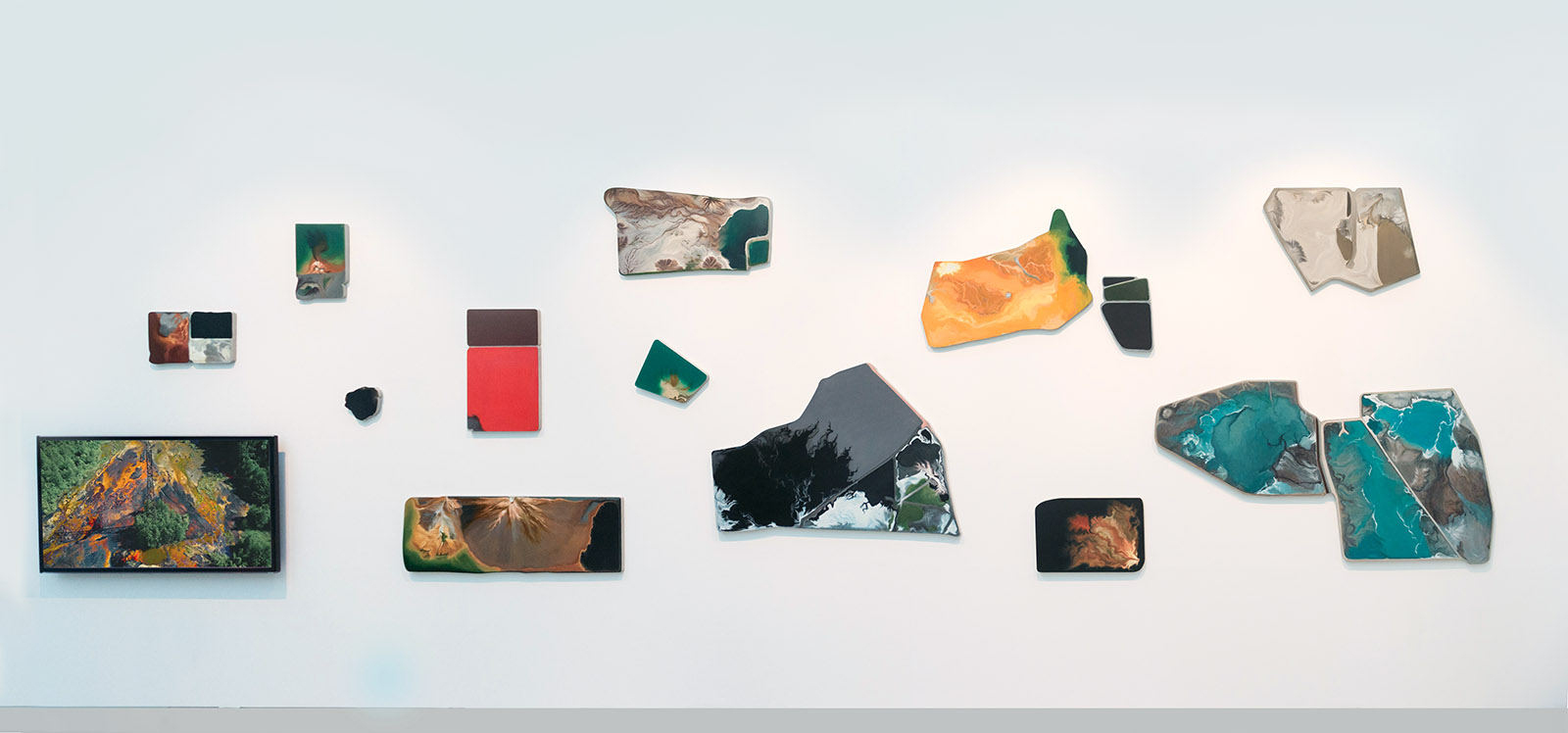
Павел Отдельнов. «Психозойская эра». 2018

В 2018 году параллельно с работой над «Промзоной» Отдельнов развивал экологическую тему в фильме и инсталляции под общим названием «Психозойская эра», посвященную российским резервуарам для утилизации производственных отходов, их влиянию на окружающую среду и жизнедеятельность людей.

### Говённое море, 2019—2020
В 2019 году в проекте «Говённое море» Отдельнов вновь обратился к проблемам окружающей среды. 
Отдельнов посвятил проект проблеме утилизации мусора. Художник вместе со своим бытовым мусором выбрасывал GPS-маячки, с помощью которых он проследил путь мусора от контейнеров до мусоросортировочных заводов и полигонов бытовых отходов. Отдельнов отправился в путь вслед за маячками и посетил полигоны ТБО в Московской и Владимирской области, а также мусоростортировочные заводы. Результатом этого исследования стал фильм «Мусорное путешествие» 2019, картины «ТКО Александров» 2019, «ТКО Тимохово» 2019, а также «ТКО». 2020. Проект впервые был показан осенью 2019 года на VIII Московской международной биеннале современного искусства.
Другой частью авторского исследования стала его работа на одном из мусоросортировочных заводов Москвы. Этому опыту Отдельнов посвятил картину «Сортировка» 2020. Свои наблюдения и разговоры с рабочими он зафиксировал в «Дневнике сортировщика».

### Звенящий след, 2021

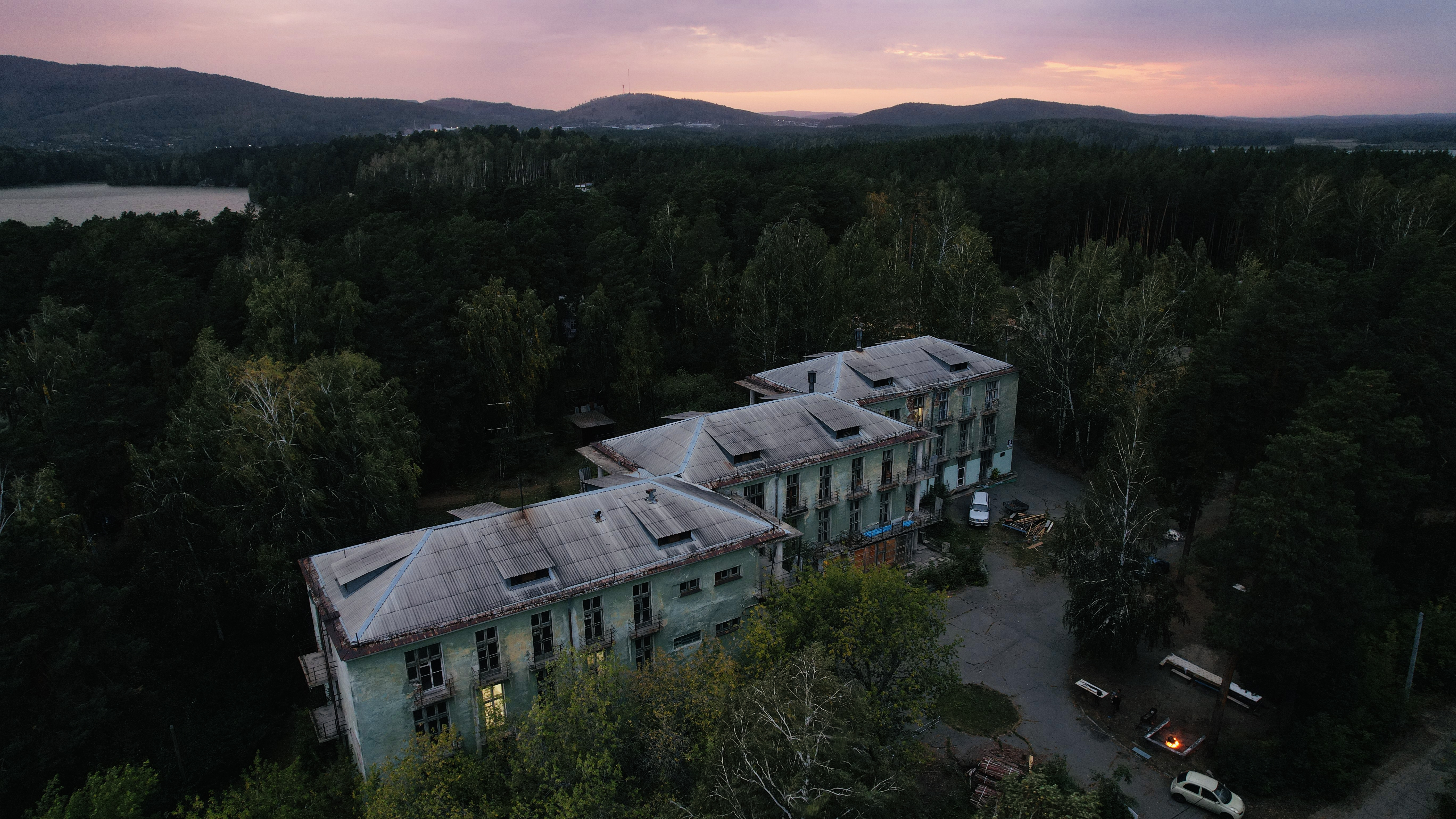
Здание бывшего общежития Лаборатории «Б»

Осенью 2021 года по приглашению команды Уральской биеннале Отдельнов создал проект, посвященный истории атомной промышленности на Южном Урале. Проект экспонировался в бывшем общежитии секретной Лаборатории «Б» в поселке Сокол Челябинской области. В советской время лаборатория занимались вопросами радиобиологии, но на протяжении нескольких десятилетий здание общежития пустовало и ветшало. Отдельнов выстроил экспозицию как музей, альтернативный краеведческому. Его экспонаты, помимо написанных для выставки картин — найденные документы и свидетельства, которые вызвали лично у художника сильные переживания. Каждый из 21 зала выставки рассказывает о разных эпизодах истории атомной промышленности: об изобретении атомной бомбы, взрыве 1957 года на предприятии Маяк и ликвидаторах последствий катастрофы, о челябинском радиоактивном следе и погибших деревнях, о секретном языке атомщиков и повседневной жизни закрытых городов, об отравленной речке Тече, в которую на в 1949—1952 году были выброшены тяжёлые радиоактивные отходы, а жившие на её берегах люди продолжали использовать воду. Проект имел большой успех среди зрителей и критиков и был признан одним из лучших на биеннале. Несмотря на удаленное расположение, его посетило очень много людей из разных городов России, а по завершении Биеннале было принято решение оставить выставку в Соколе навсегда.  С 2022 года экспозиция стала постоянной.

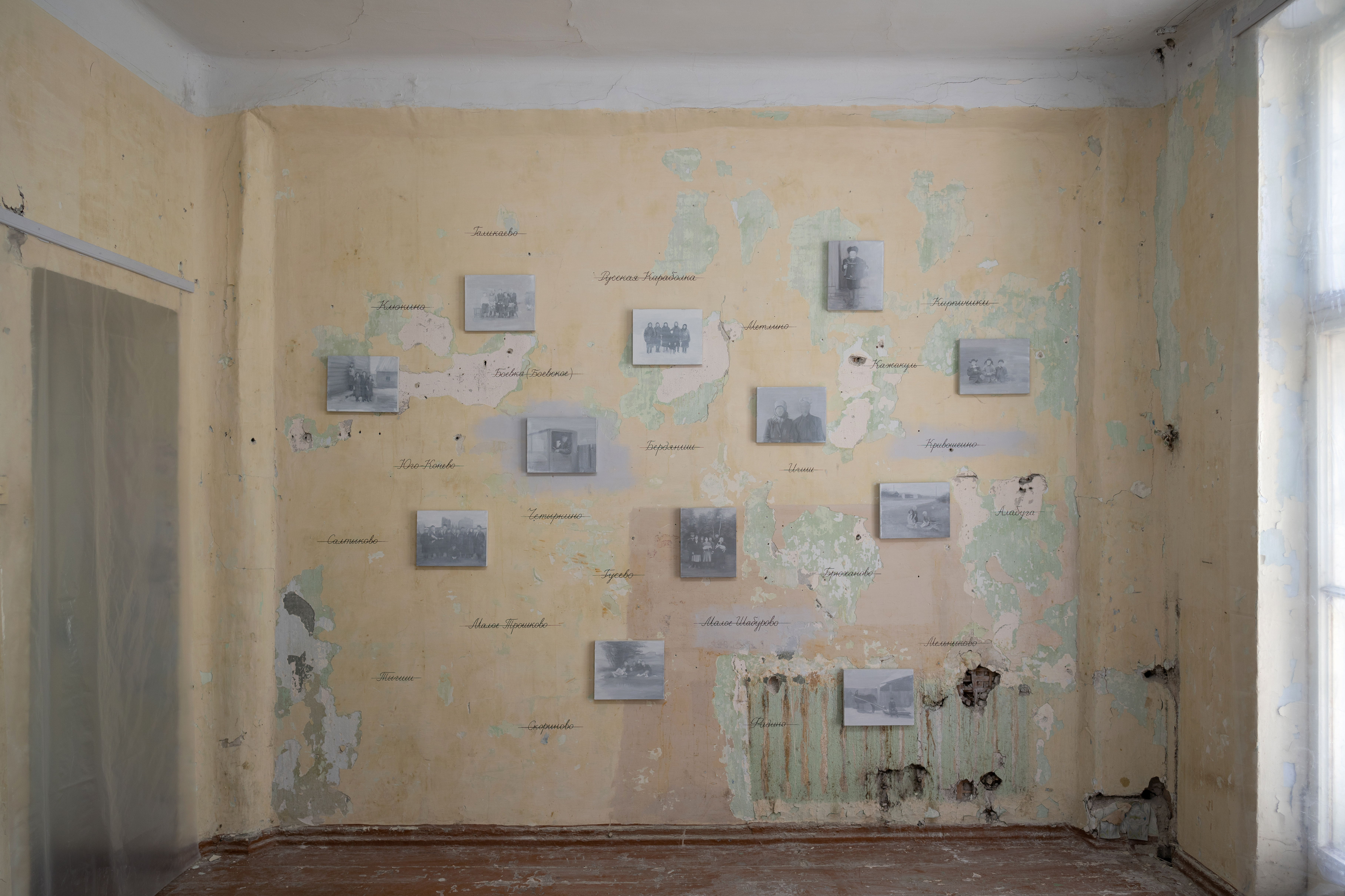
Павел Отдельнов. «Переселенцы». 2021. Инсталляция

Рассказ о ВУРСе (Восточно-Уральском радиоактивном следе) у человека, выросшего в Дзержинске, звучит по-особенному, как глубоко личная драма, хотя в драматургию грамотно вплетены большие общечеловеческие сюжеты — травма тоталитаризма, крах научно-технической и многих других утопий, колонизация народов и природы, критика милитаризма, экологическое беспокойство. И отталкиваясь от картины, картины-руины, картины после живописи, писанной по фотографии и почти выцветшей, так что она порой совсем сливается с фоном облупившейся штукатурки, на котором выставлена, поскольку картина эта не довлеет самой себе и не ограничивается пределами холста, живописец, преодолевший академическую школу, разворачивает полотно в мультимедийную — с текстами, реди-мейдами, энвайронментами, светом, звуком и даже, кажется, запахом — инсталляцию.Анна Толстова 

## Избранные выставки и коллекции

### Персональные выставки
- 1999 — Павел Отдельнов. Живопись, Домик Петра I, Нижний Новгород
- 2001 — Russia in Italia, Альбарелла, Венето, Италия
- 2005 — Холст. Время. Пространство, Торгово-промышленная палата, Дзержинск
- 2006 — Дорога домой, Центральный выставочный зал Нижегородского государственного выставочного комплекса, Нижний Новгород
- 2010—2012 — выставки в рамках перекрёстного года России и Испании (Культурный центр Quinta del Berro, Мадрид; Дом-музей Мигеля де Сервантеса, Алькала-де-Энарес; культурный центр «Николас Сальмерон», Мадрид; выставочный зал имени Хуаны Франсэ, Мадрид; Каса-де-лос-Пикос, Сеговия)
- 2012 — Неоновый пейзаж, галерея «Агентство ArtRu», Москва
- 2012 — Otra Cotidianidad, Centro Ruso de Ciencia y Cultura, Мадрид
- 2014 — Внутреннее Дегунино, Московский музей современного искусства, Москва
- 2014 — Первый принцип диалектики, совместная выставка с Егором Плотниковым, галерея «Открытый клуб», Москва
- 2014 — No man’s land, совместная выставка с Юлией Малининой в рамках 4-й Московской международной биеннале молодого искусства, галерея «Гринберг», Москва
- 2015 — Доска почёта, Ставропольский музей изобразительных искусств, Ставрополь
- 2015 — ТЦ, галерея «Триумф», Москва
- 2016 — Территория накопленного ущерба в Передвижном музее одной картины, галерея «Беляево», Москва
- 2016 — Белое море. Чёрная дыра, Государственный центр современного искусства «Арсенал», Нижний Новгород
- 2016 — Пустыни. 2002—2017, галерея «Беляево», Москва[72]
- 2017 — Руины, галерея «Виктория», Самара[73]
- 2018 — Химзавод, галерея «FUTURO», Нижний Новгород[74]
- 2018 — Заводские анекдоты, Творческий индустриальный кластер «Октава», Тула[75]
- 2018 — Психозойская эра, COSMOSCOW 2018, стенд Галереи JART, Москва[75]
- 2019 — Промзона, Московский музей современного искусства, Москва[76]
- 2020 — Промзона, Персональная экспозиция в рамках выставки номинантов премии Инновация 2020, «Арсенал», Нижний Новгород[77]
- 2020 — А геолокацию можно? Выбери сам, в рамках международной ярмарки современного искусства COSMOSCOW[78]
- 2021 — Русское нигде, галерея «Триумф», Москва[79]
- 2021 — Русское нигде, Арт-галерея Ельцин-центра, Екатеринбург[80]
- 2022 — Звенящий след, Персональная экспозиция рамках программы резиденций 6-й Уральской индустриальной биеннале современного искусства, здание общежития Лаборатории «Б», поселок Сокол, Челябинская область[81]
- 2022 — Promzona, Художественный музей города Уппсалы, Швеция[82]
- 2022 — Поле экспериментов, Художественный музей Кальмара, Швеция[83]
- 2022 — Acting Out, Pushkin house, Лондон[84]

### Групповые выставки
- 2006 — Настоящее время, галерея «Ковчег», Москва
- 2009 — Личное знакомство (в рамках параллельной программы 3-й Московской биеннале современного искусства), галерея «Ковчег», Москва
- 2010 — Диалог. Павел Никонов и молодые художники, Российская академия художеств, Москва
- 2010 — Международная арт-ярмарка Art.Fair (стенд галереи «Ковчег»), Кёльн
- 2010 — От противного, центр современного искусства «Винзавод», Москва
- 2010 — Санаторий искусств, Третьяковская галерея, Москва
- 2011 — Международная арт-ярмарка Art.Fair (стенд галереи «Ковчег»), Кёльн
- 2011 — Русская метафизика. Итальянская предметность. Начало нового века, Российская академия художеств, Москва
- 2011 — Формы жизни. Возвращение к реальности, Третьяковская галерея, Москва
- 2012 — Комбинат. Ретроспектива, галерея «Эритаж», Москва
- 2013 — Stanzas, «Эрарта», Санкт-Петербург
- 2013 — Strabag Art Award, Вена
- 2014 — Опустошение пейзажа, проект журнала «Диалог Искусств» (галерея «Агентство ArtRu», Москва; галерея «Art re.FLEX», Санкт-Петербург; Усольский историко-архитектурный музей «Палаты Строгановых», Усолье)
- 2014 — Архитектоника, Государственный научно-исследовательский музей архитектуры имени А. В. Щусева, Москва
- 2014 — Время мечтать, основной проект 4-й Московской биеннале молодого искусства, Музей Москвы
- 2014 — Трансформация восприятия. От аналога к цифре, центр современного искусства «Сокол», Москва
- 2014 — Russian Roulette, галерея «Эрарта», Нью-Йорк
- 2014 — Пейзаж с исчезновением, Воронежский центр современного искусства, Воронеж
- 2014 — Музей с предсказаниями, Московский музей современного искусства, Москва
- 2015 — Метагеография. Пространство — образ — действие, Третьяковская галерея
- 2015 — Нет времени, центр современного искусства «Винзавод» (спецпроект 6-й Московской биеннале современного искусства)
- 2015 — Россия. Реализм. XXI век, Государственный Русский музей, Санкт-Петербург
- 2015 — Расширение пространства, ГЭС-2, Москва
- 2015 — Sub observationem, Московский музей современного искусства
- 2015 — Блок пространства отдан разуму, Дом Гоголя, Москва
- 2015 — Праздник, Музейный центр «Площадь Мира», Красноярск
- 2015 — Portrait Now, выставки работ участников конкурса («Эрарта», Санкт-Петербург; замок Фредериксборг, Копенгаген; музей искусств Ljungberg, Швеция)
- 2016 — Всегда новое. Всегда современное. Искусство XX—XXI вв., РОСИЗО, ВДНХ, Москва
- 2016 — Где рай земной, «Эрарта», Санкт-Петербург
- 2016 — Уплотнение, галерея «Ковчег», Москва
- 2016 — Ошибки пространства, галерея «ГРАУНД Песчаная», Москва
- 2017 — Художники Союза, галерея «Беляево»[85]
- 2017 — Возвращайся домой, Институт русского реалистического искусства, Москва
- 2017 — Новая грамотность, основной проект 4-й Уральской индустриальной биеннале современного искусства, куратор Жоан Рибас, Уральский приборостроительный завод, Екатеринбург[86]
- 2018 — 10+7. Хиты коллекции / История показа, Московский музей современного искусства, Москва
- 2018 — Россия. Реализм. XXI век, Государственный музей изобразительных искусств Республики Татарстан, Татарстан, Казань
- 2018 — Метагеография: ориентализм и мечты робинзонов, Центр современного искусства «Заря», Владивосток
- 2018 — Где я буду. Избранные произведения из коллекции Московского музея современного искусства, Музейный центр «Площадь Мира», Красноярск
- 2018 — Искусство и технологии. За и против. VIII Ташкентская международная биеннале современного искусства, Центральный выставочный зал Академии Художеств Узбекистана, Ташкент
- 2019 — Золото, Винзавод, Москва
- 2019 — Собрание ДК Громов. Новые поступления, «ДК Громов», Санкт-Петербург
- 2019 — Метагеография — образы пространства в эпоху глобализации, галерея Pro art`s, Калуга
- 2019 — Лица ландшафта, Галерея Беляево, Москва
- 2019 — Может, мы никогда не встретимся, Галерея «Измайлово», Москва
- 2019 — Ориентирование на местности Восьмая Московская биеннале современного искусства, Государственная Третьяковская галерея, Москва[87]
- 2020 — Viral Self-Portraits, онлайн выставка, Музей современного искусства (Любляна), Словения, Любляна
- 2020 — Мифы и тёмные переулки, Ural Vision Gallery, Екатеринбург
- 2020 — Чрезвычайное положение, Триумф (галерея), Москва[88]
- 2020 — Поколение XXI. Дар Владимира Смирнова и Константина Сорокина, Государственная Третьяковская галерея, Москва[89]
- 2020 — Ностальгия по настоящему, Центр дизайна Artplay, Москва[90]
- 2020 — ЧА ЩА. Выставка в лесах, курорт Пирогово, галерея JART[91]
- 2020 — В холодном климате, с любовью, библиотека-музей имени Ларисы Гладиной, Апатиты[92]
- 2020 — Музей самоизоляции, Музей Москвы[93]
- 2021 — Даешь Кузбасс!, Государственная Третьяковская галерея, Москва[94]
- 2021 — Соцреализм. Метаморфозы. Советское искусство 1927—1987, Государственная Третьяковская галерея, Москва[95]
- 2021 — Ay!, Музей уличного искусства, Санкт-Петербург
- 2021 — Москва — Сеул: общие замыслы, Музей Москвы, Москва[96]
- 2021 — Живое вещество, Государственная Третьяковская галерея, Москва[97]
- 2022 — Вещи, Типография (центр современного искусства), Краснодар
- 2022 — Вещь. Пространство. Человек. Искусство второй половины XX — начала XXI века из собрания Третьяковской галереи, Государственная Третьяковская галерея, Москва
- 2022 — Лики и лица: путешествия образов, Московский музей современного искусства, Москва
- 2023 — Единицы времени. Из коллекции Сергея Александрова, Московский музей современного искусства, Москва

### Работы находятся в собраниях
- Государственная Третьяковская галерея, Москва
- Государственный Русский музей, Санкт-Петербург
- Художественный музей Уппсалы, Швеция
- Художественный музей Кальмара, Швеция
- Московский музей современного искусства, Москва
- Институт русского реалистического искусства, Москва
- Государственный центр современного искусства — ГМИИ имени Пушкина, Москва
- Центр современного искусства им. Сергея Курёхина, Санкт-Петербург
- Музей современного искусства Эрарта, Санкт-Петербург
- Ставропольский краевой музей изобразительных искусств, Ставрополь
- Творческий индустриальный кластер Октава, Тула
- Центр современного искусства Сияние, Апатиты
- Научно-технический музей им. И.П. Бардина, Новокузнецк
- Дзержинский краеведческий музей, Дзержинск
- ДК Громов, Санкт-Петербург
- Корпоративная коллекция Газпромбанка, Москва
- Корпоративная коллекция СТБ Банка, Москва
- Фонд поддержки современного искусства Сфера, Москва
- Aksenov Family Foundation, Москва
- Московский союз художников, Москва
- Галерея современного искусства Виктория, Самара
- Галерея Ковчег, Москва
- Фонд Михаила Горбачева, Москва[98][99][100][101][102][103].

## Награды и премии
- 2008 — Медаль Московского Союза художников «За произведения высокого художественного уровня и за творческий вклад в развитие изобразительного искусства»[101]
- 2013 — Премия за интеллектуальные достижения в современном искусстве «ЛомоносовАрт — 2013»[101]
- 2013 — Финалист международного конкурса STRABAG Art Award International[101]
- 2015 — Номинант Премии Кандинского в номинации «Проект года»[104]
- 2015 — Номинант премии Московской биеннале современного искусства[101]
- 2015 — Финалист международного конкурса Portrait Now! им. Якоба Кристиана Якобсена[101]
- 2017 — Шорт-лист премии им. Сергея Курёхина в номинации «Лучшее произведение визуального искусства»[105]
- 2017 — Премия в области современного искусства им. Сергея Курёхина, специальный приз Французского института[105]
- 2017 — Номинант Премии Кандинского в номинации «Проект года»[106]
- 2019 — Номинант Премии Кандинского в номинации «Проект года»[107]
- 2020 — Лауреат премии «Cosmoscow» в номинации «Художник года»[108]
- 2020 — Лауреат премии «Инновация» в номинации «Художник года» (персональная выставка «Промзона», Московский музей современного искусства)[109]
- 2021 — Финалист Премии Кандинского в номинации «Проект года»[110]

## Галерея

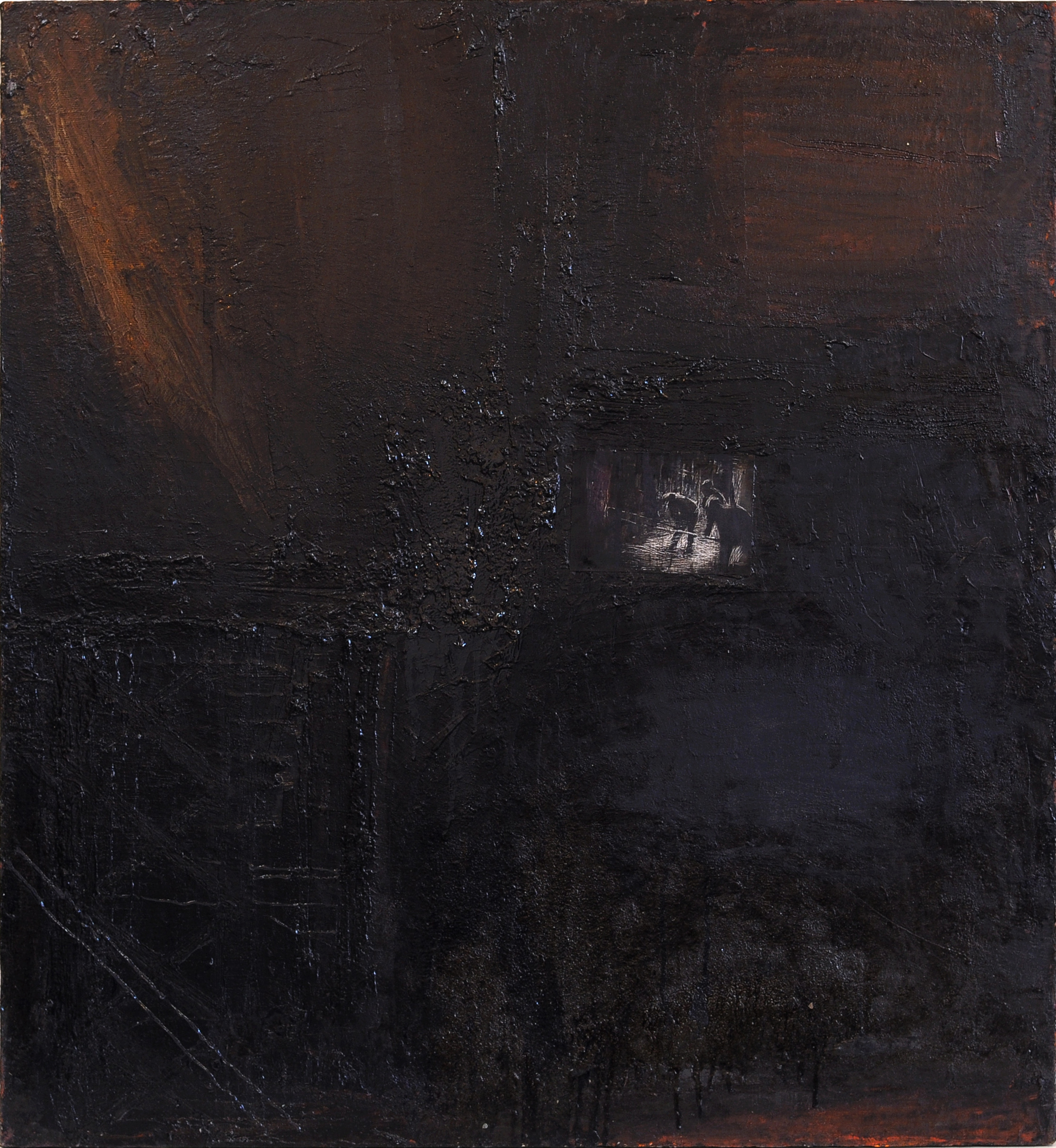
Павел Отдельнов. «Кокс». 2009
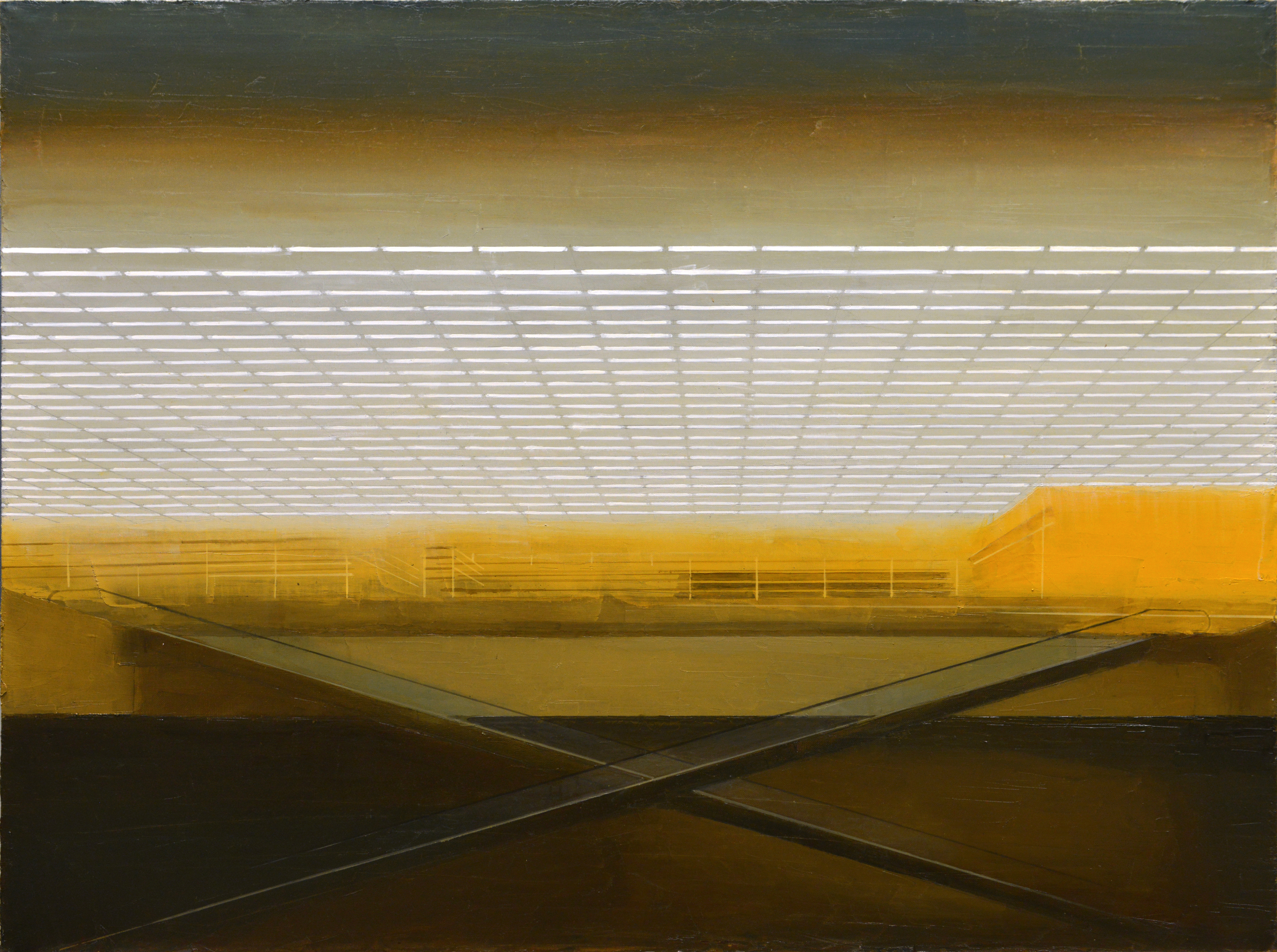
Павел Отдельнов. «ТЦ». 2013
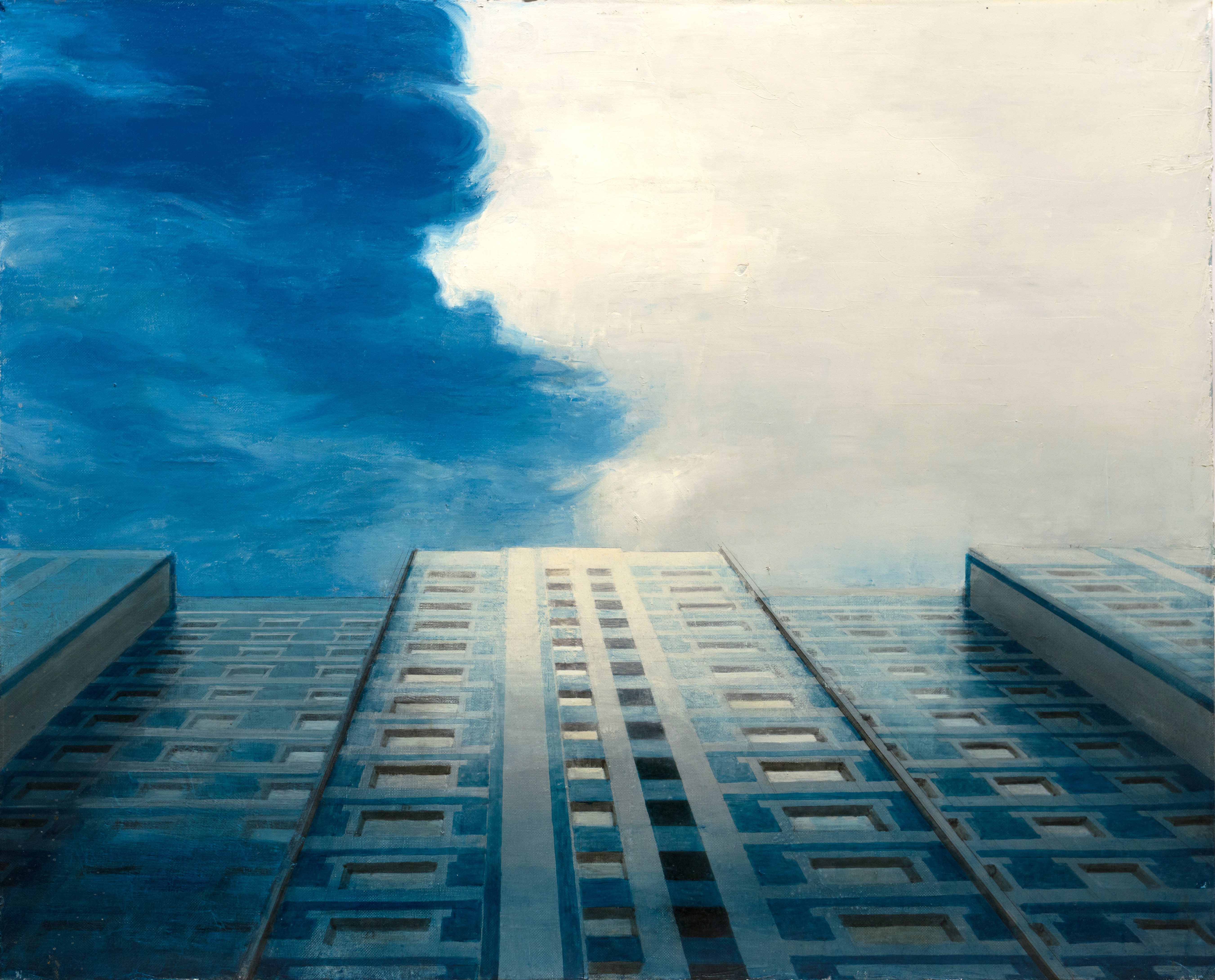
Павел Отдельнов. «П-44». 2014
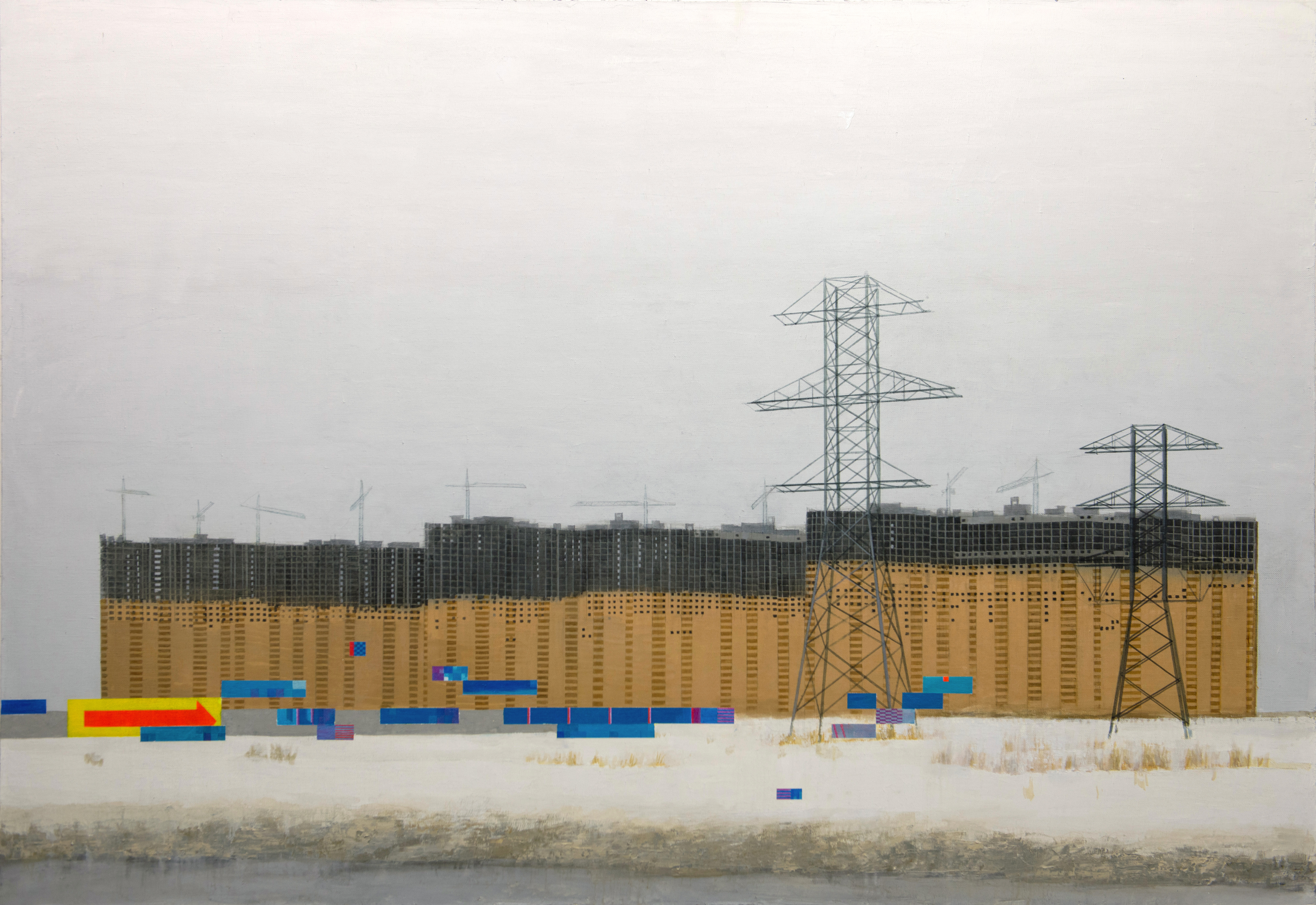
Павел Отдельнов. «ТЦ #10». 2015
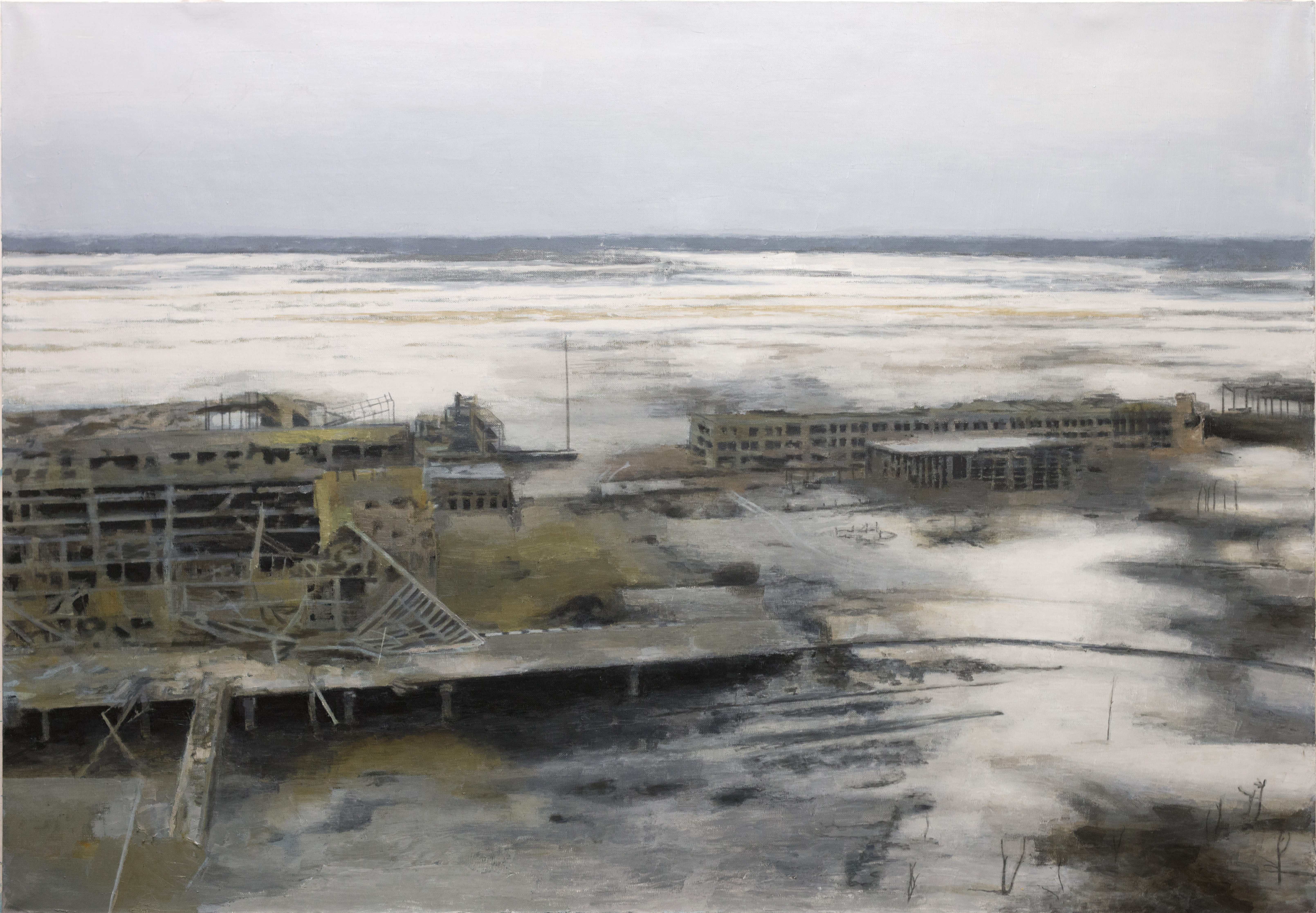
Павел Отдельнов. «Сегодня рейсов нет». 2015
Павел Отдельнов. «Доска почёта». 2015—2020
Павел Отдельнов. «Общее фото». 2017
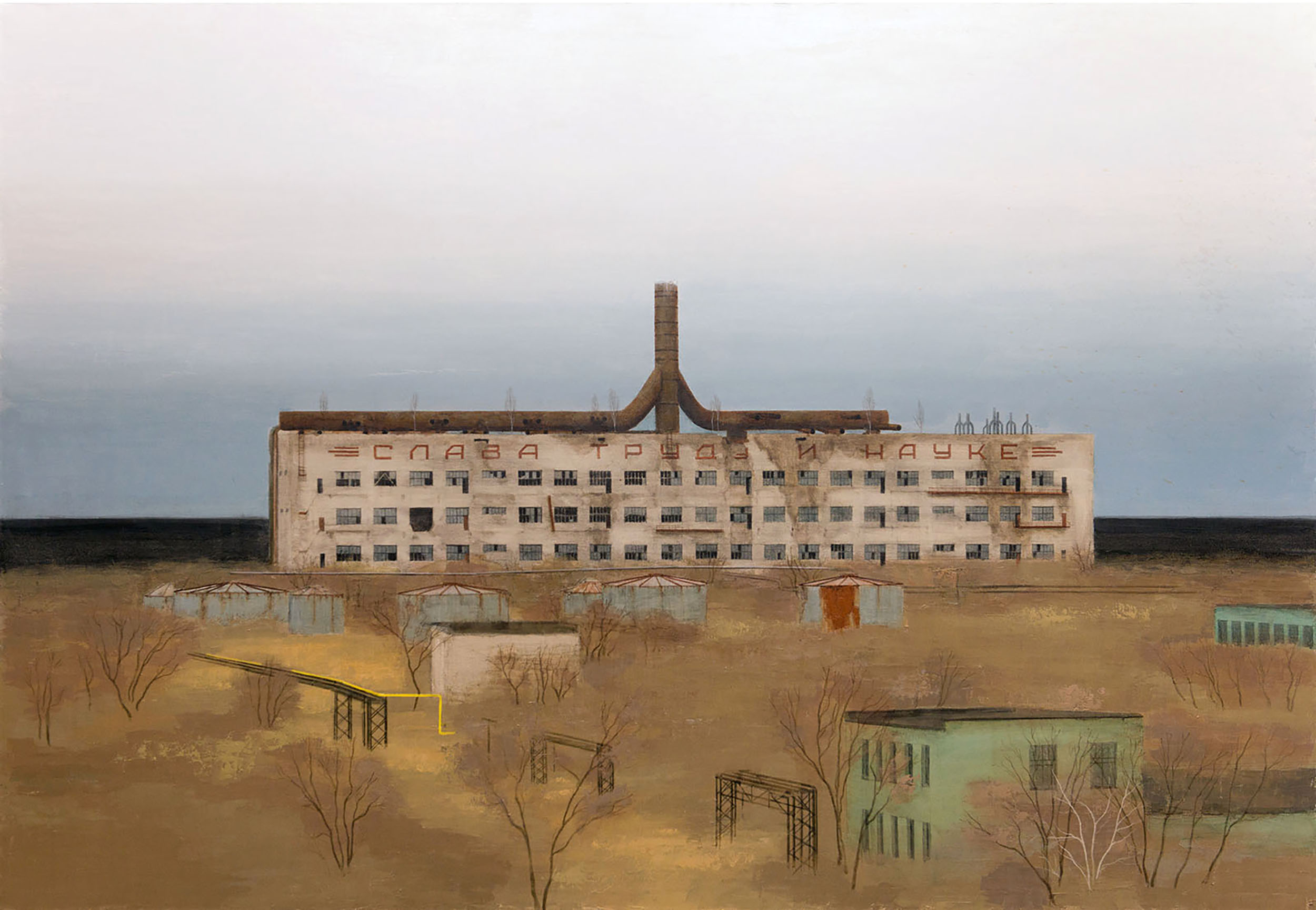
Павел Отдельнов. «Слава труду». 2016
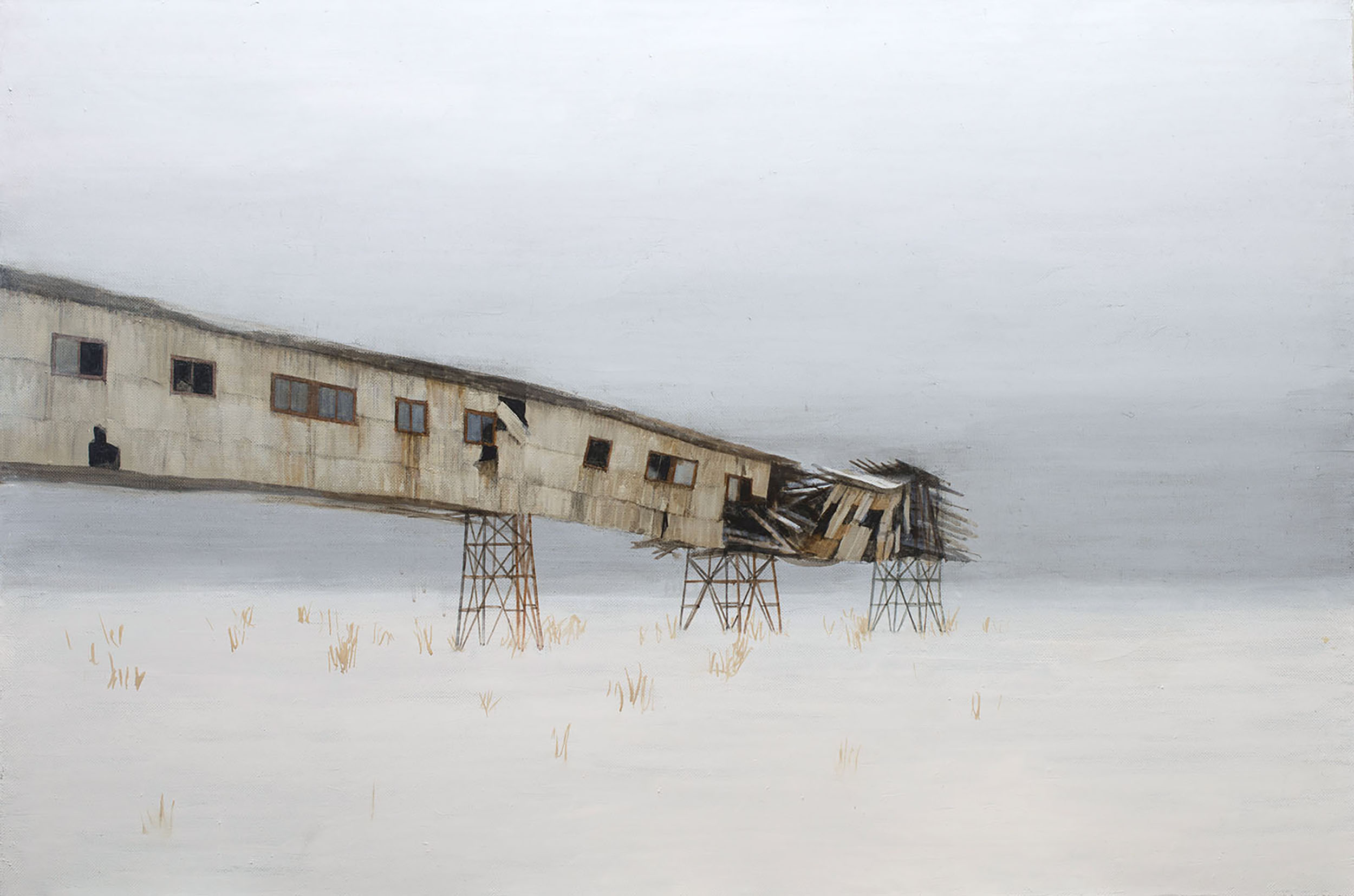
Павел Отдельнов. «Руины. Переход». 2017
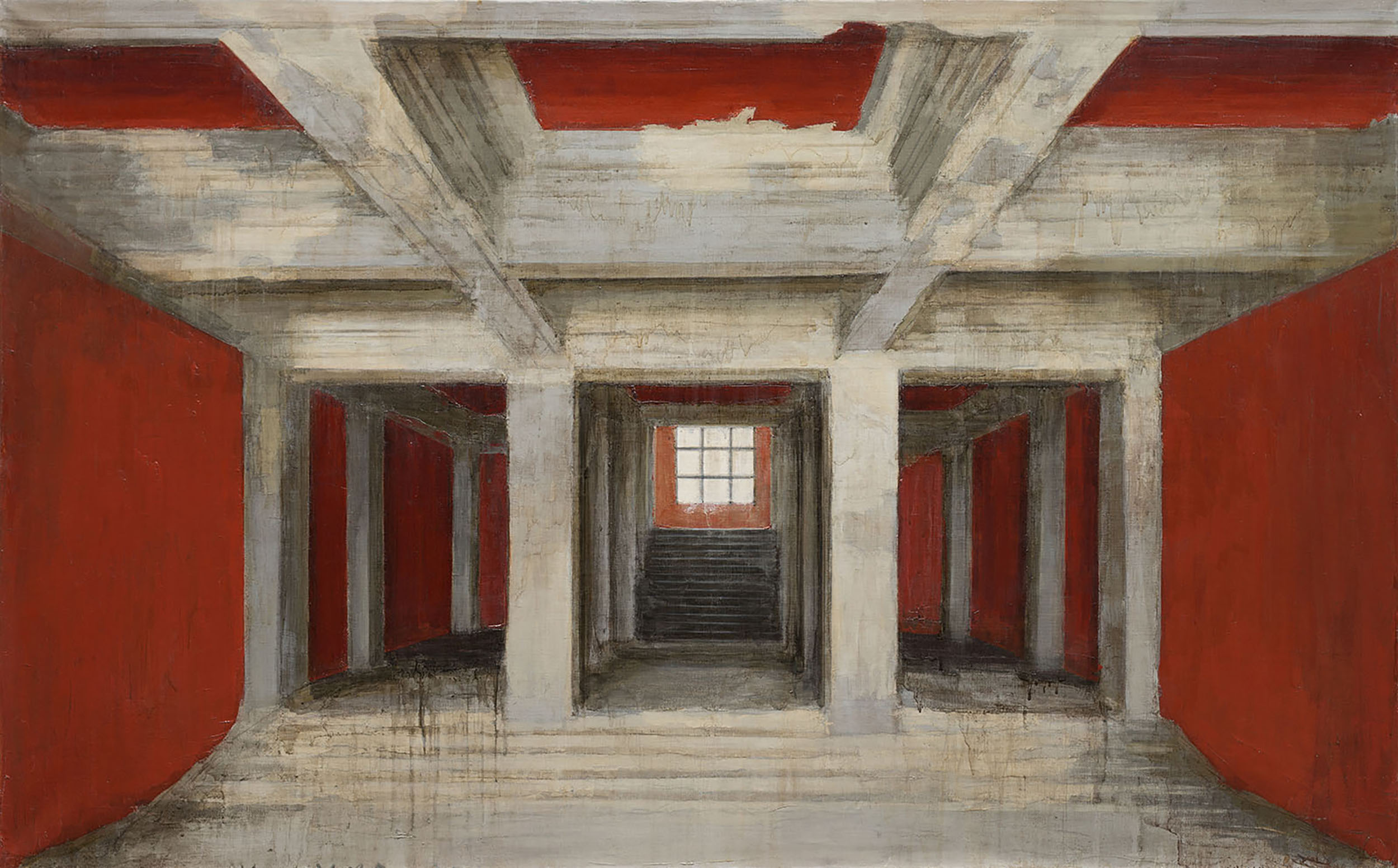
Павел Отдельнов. «Руины. #3». 2016
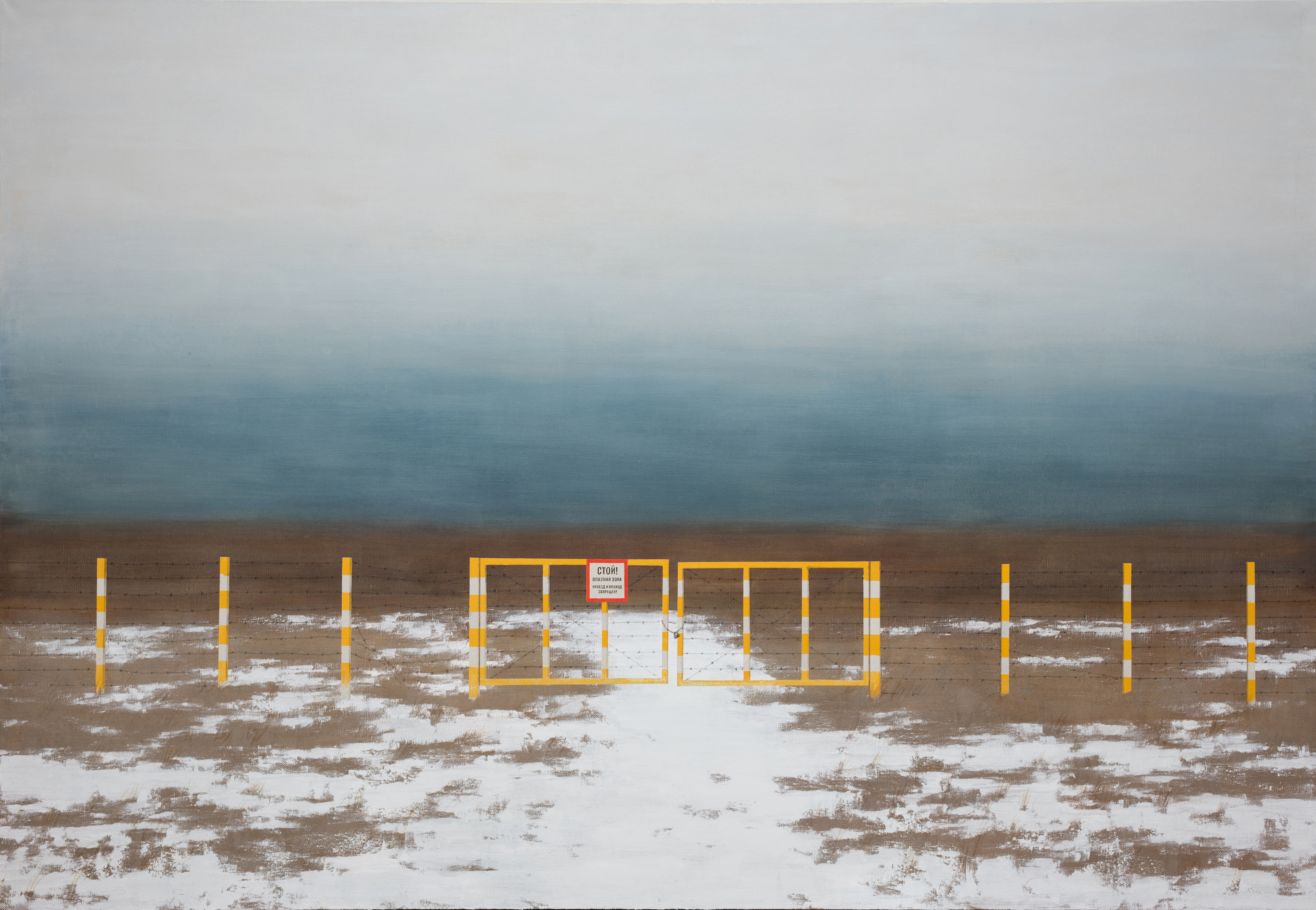
Павел Отдельнов. «Опасная зона». 2018
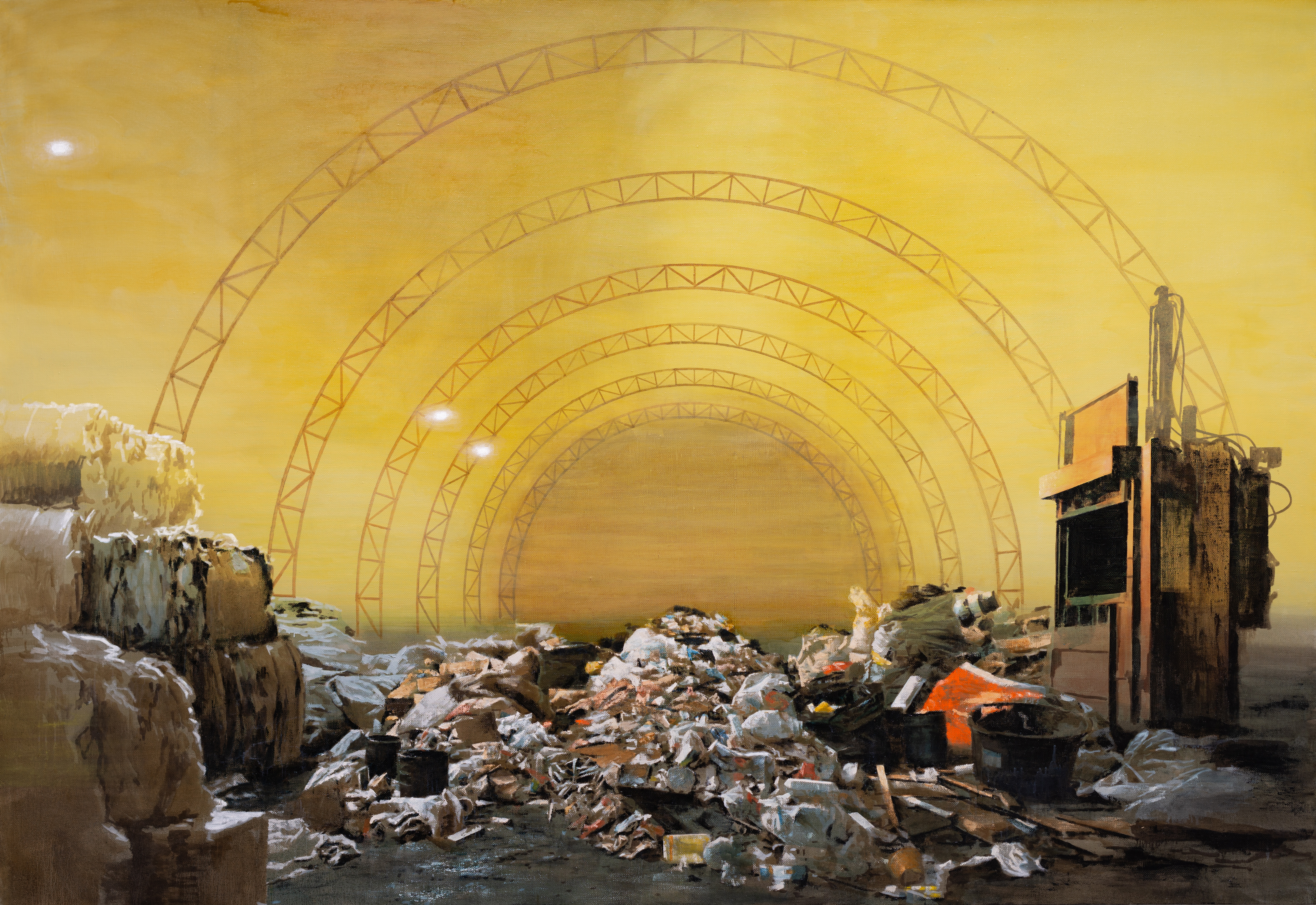
Павел Отдельнов. «Сортировка». 2020
Павел Отдельнов. «Жутен». 2020
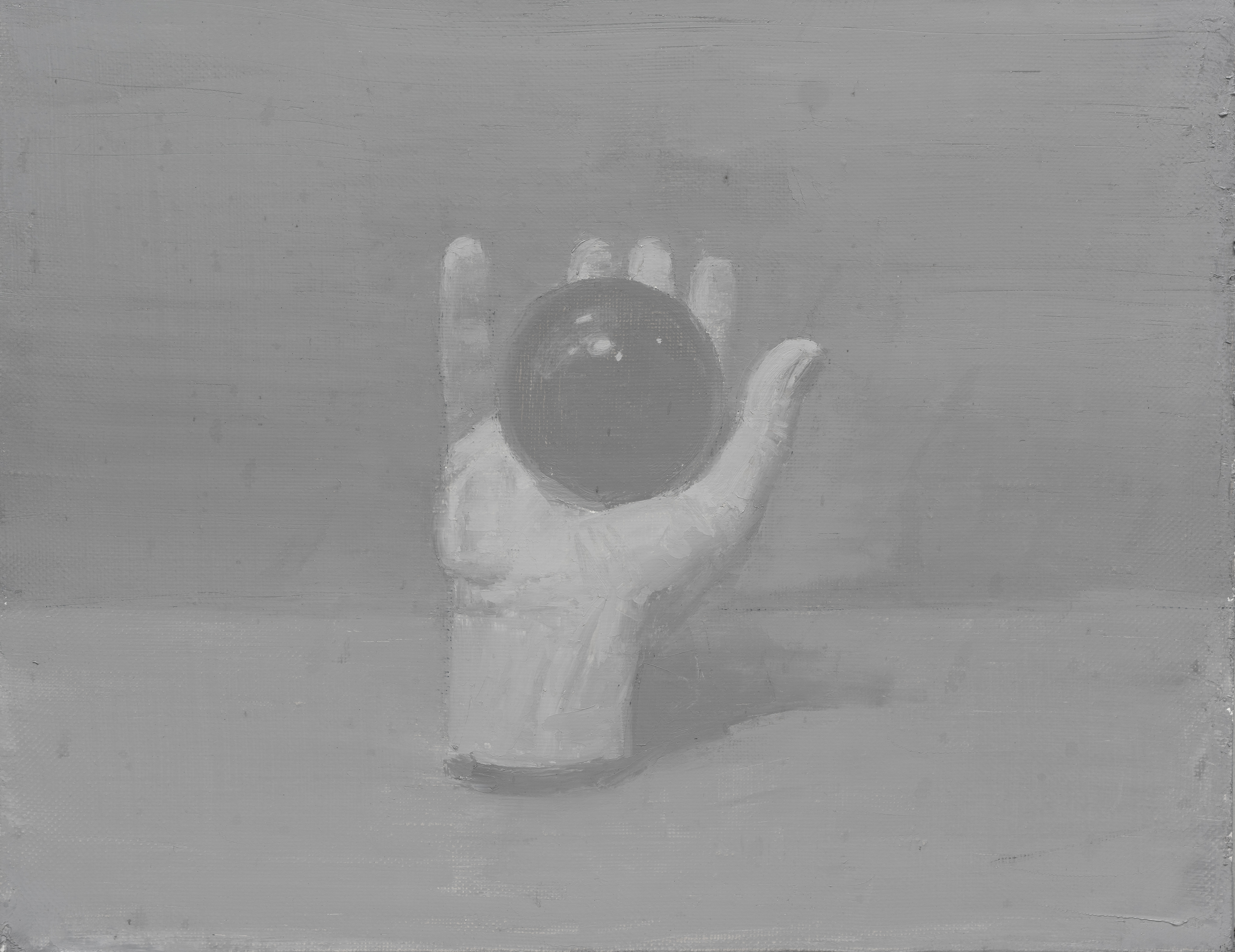
Павел Отдельнов. «Шар». 2021
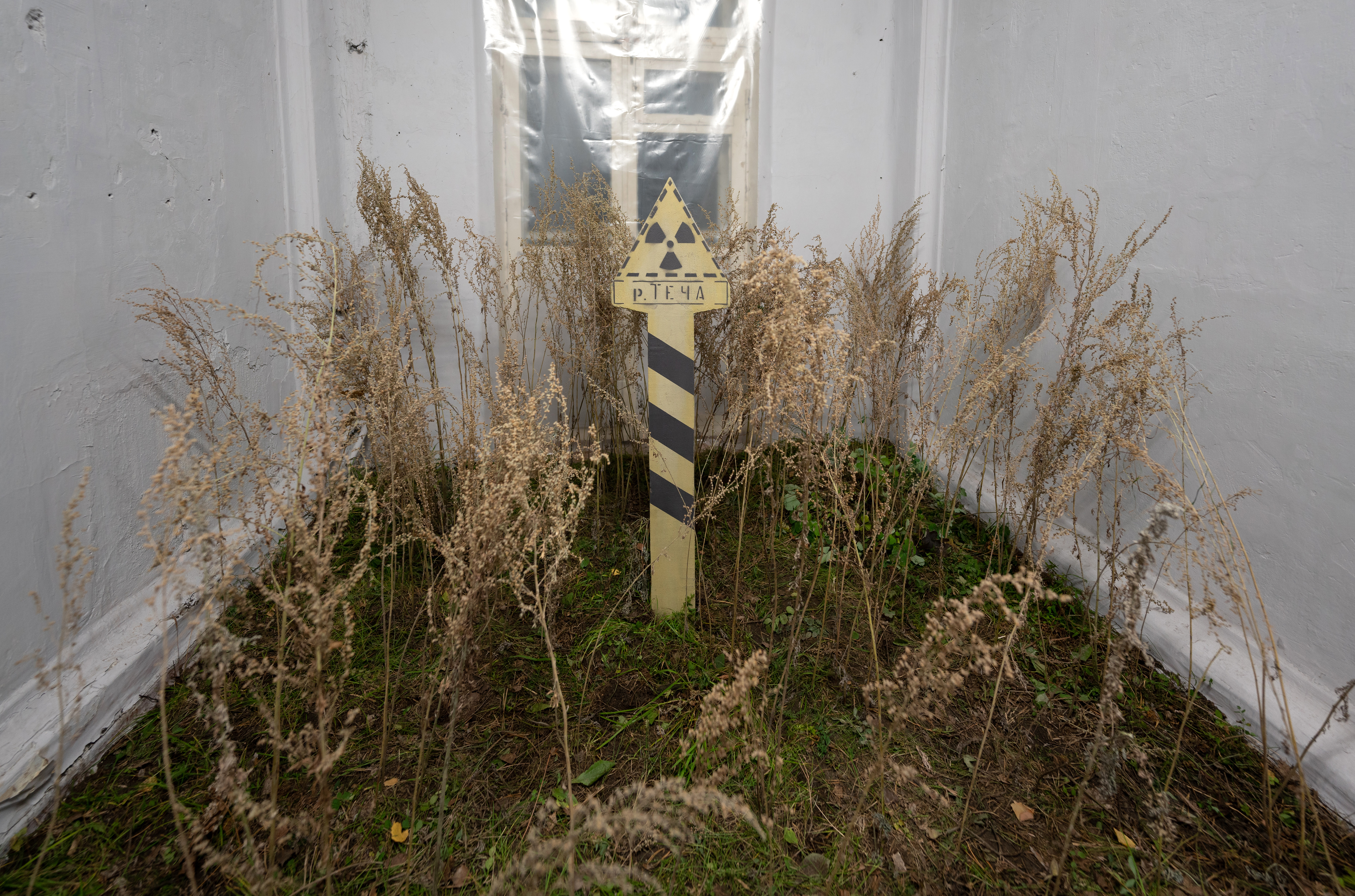
Павел Отдельнов. «Теча». 2021. Инсталляция
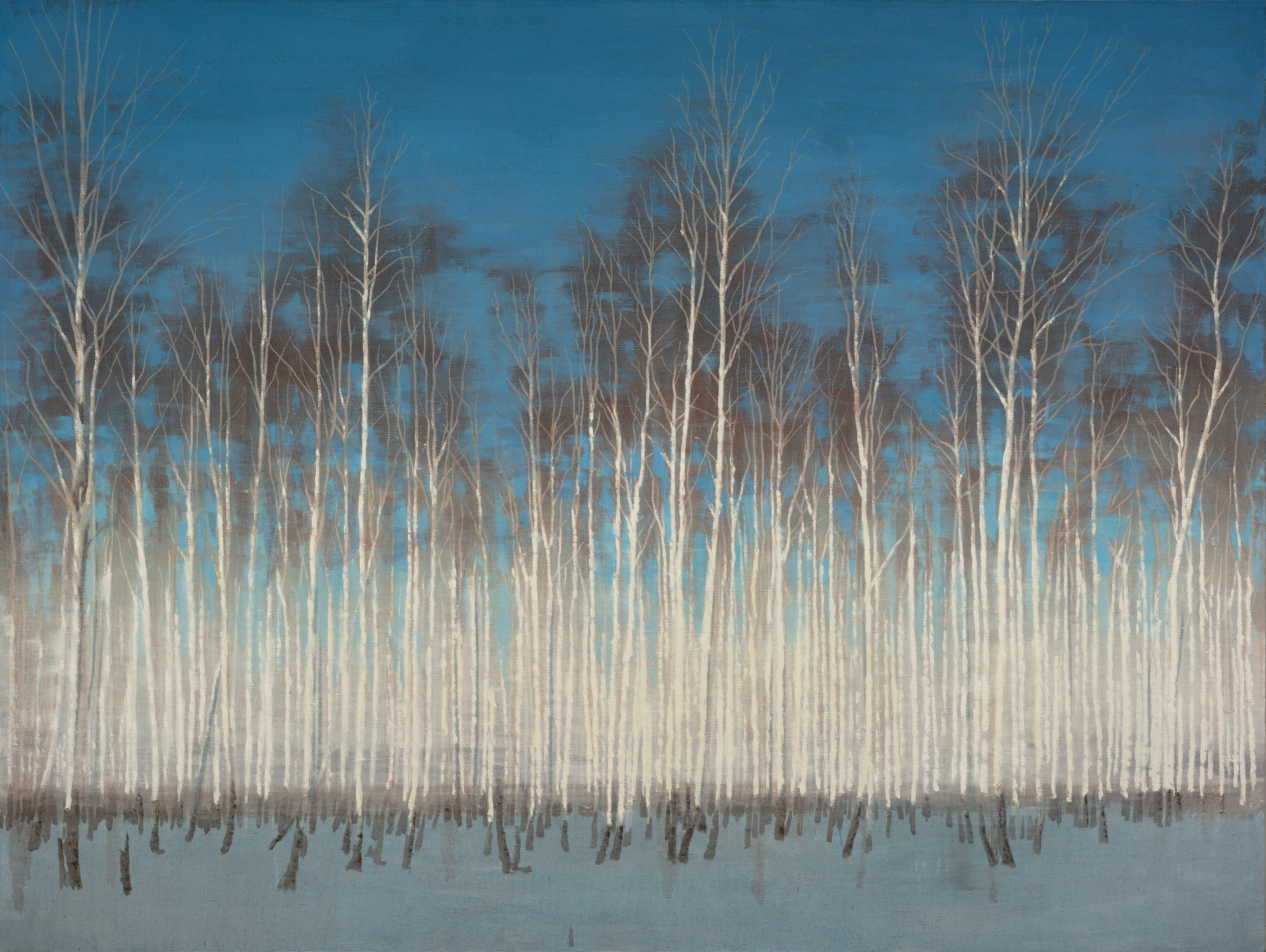
Павел Отдельнов. «Берёзовый лес». 2021
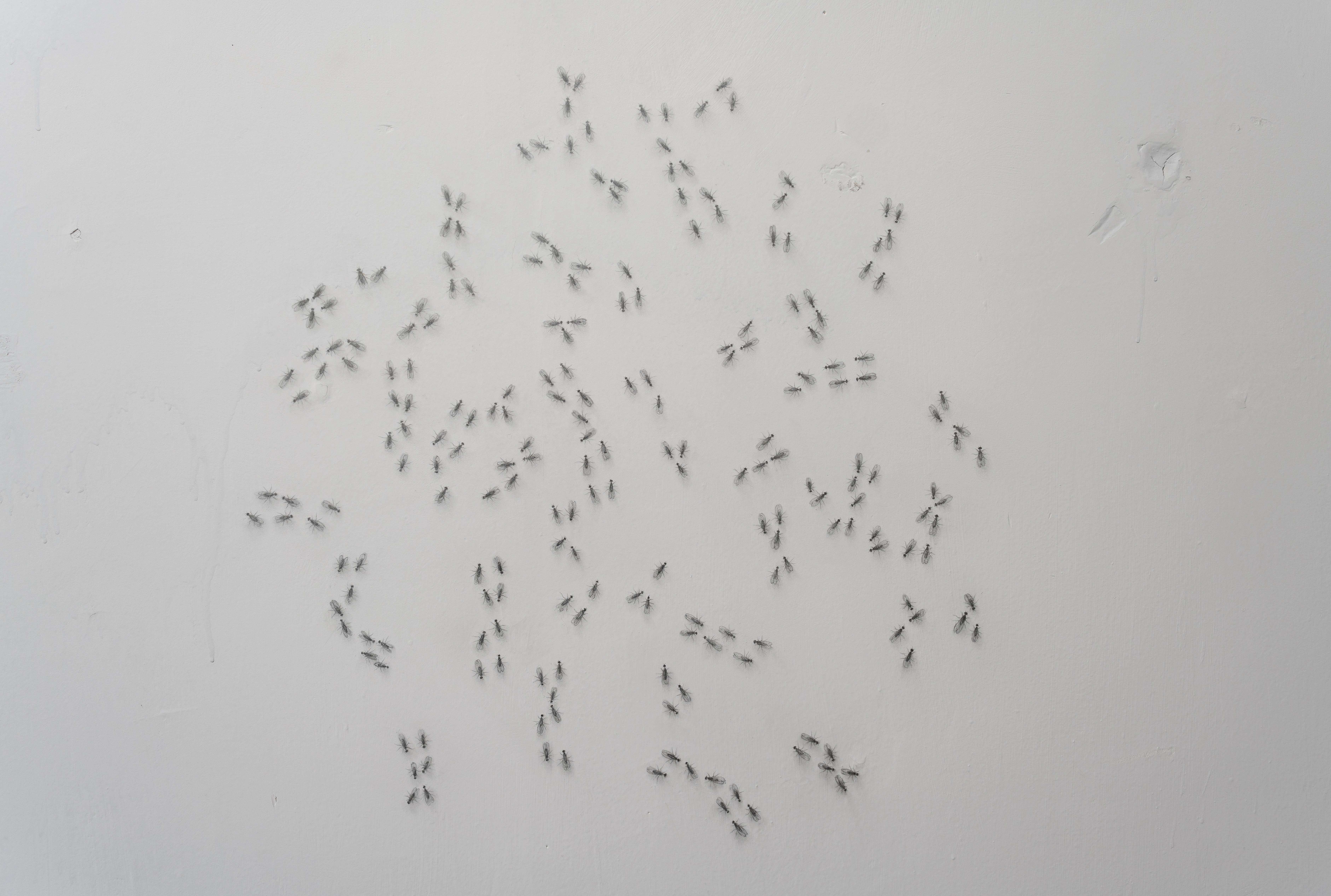
Павел Отдельнов. «Кариотип». 2021
Павел Отдельнов. «Переселенцы». 2021. Фрагмент инсталляции
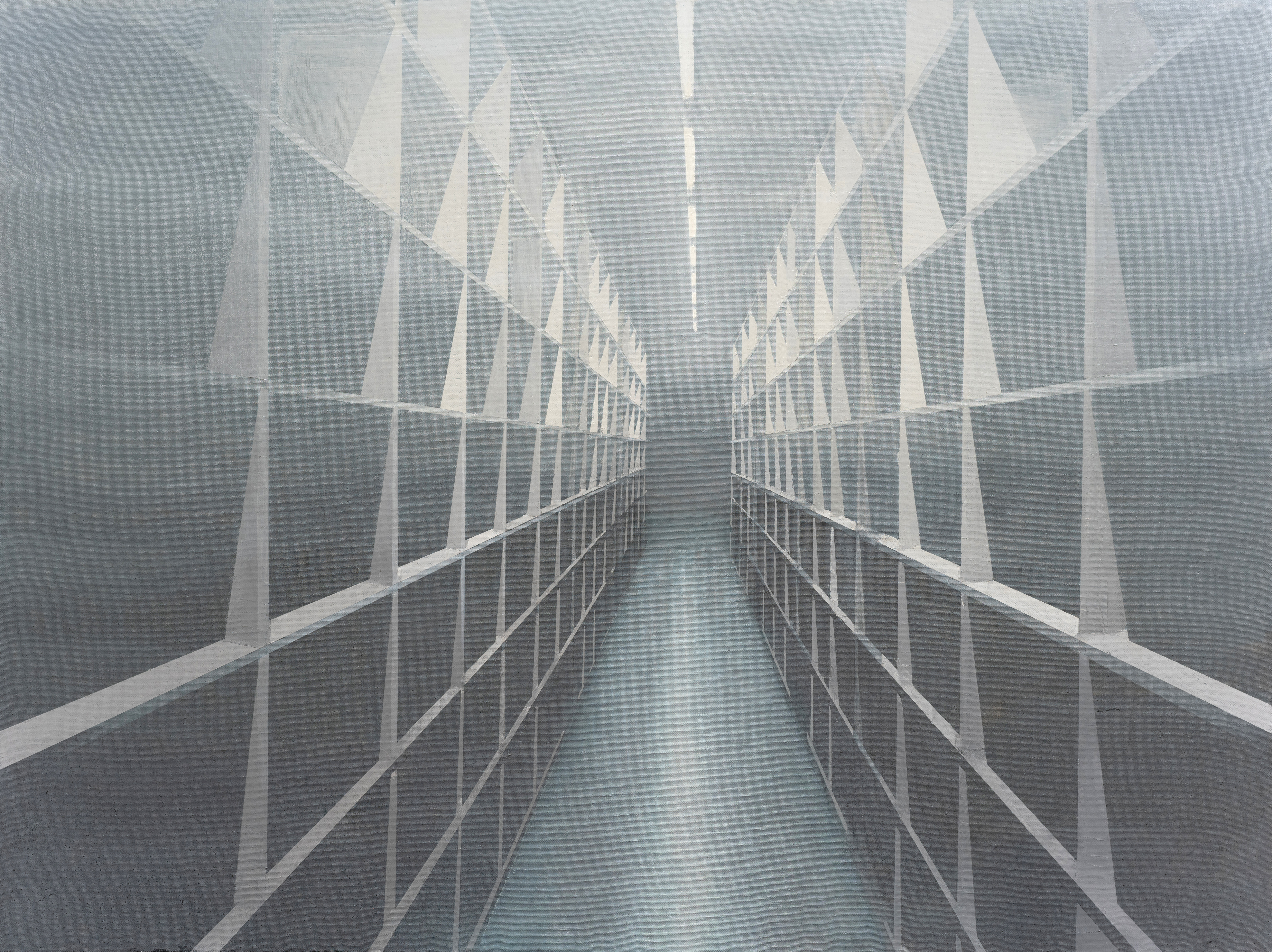
Павел Отдельнов. «Репозиторий». 2021

### Публикации
- Валентин Дьяконов. Неоновый пейзаж. — М. : Агентство АртРу, 2012. — 38 с.

- Дарья Камышникова. Внутреннее Дегунино. Каталог выставки. — М. : Триумф, 2014. — 24 с. — ISBN 978-5-6045889-1-8.
- И. Кулик, П. Отдельнов. Павел Отдельнов. ТЦ. — М. : Триумф, 2015. — 44 с. — ISBN 978-5-906550-56-9.

- К. Зацепин. Пространство взгляда : Искусство 2000 — 2010-х годов. Сборник статей. — Самара : Книжное издательство, 2016. — 115 с. — ISBN 978-5-9909189-4-8.

- Н. Смирнов, К. Светляков. Метагеография. Пространство — Образ — Действие. — М. : Государственная Третьяковская галерея, 2016. — 284 с. — ISBN 978-5-906550-47-7.

- Е. Коваленко, А. Егоров, А. Ананьев. Возвращайся домой. Каталог выставки. — М. : Институт русского реалистического искусства, 2017. — 176 с. — ISBN 978–5–9909260–1–1.

- А. Багдонайте, Д. Замятин, Н. Смирнов. Метагеография: к новым политиям географического воображения. — Владивосток : Центр современного искусства «Заря», 2019.

- Д. Камышникова, П. Отдельнов, К. Зацепин. Павел Отдельнов. Промзона. — М. : Триумф, 2019. — 192 с. — ISBN 978-5-6041668-8-8.

- К. Зацепин. Поколение XXI : Дар Владимира Смирнова и Константина Сорокина. — М. : Государственная Третьяковская галерея, 2020. — 192 с. — ISBN 978-5-6044419-0-9.

- Daria Mille. Trajectories of Modernization in Russia: Artists Recalibrating the Sensorium :  [англ.]. — Critical Zones. Observatories for Earthly Politics. — Zentrum für Kunst und Medien Karlsruhe. : MIT Press. Cambridge, Massachusetts, 2020. — С. 374—379. — 560 с. — ISBN 9780262044455.

- А.М. Харитонова, А.С. Сиренко. Post Scriptum // Соцреализм. Метаморфозы. Советское искусство 1927—1987. — М. : just design, 2021. — С. 202—211. — 224 с. — ISBN 978-5-6046152-0-1.

- А.С. Яковлев. Мусор как искусство // Страна отходов : Как мусор захватил Россию и можно ли ее спасти. — М. : Individuum, 2021. — 228 с. — ISBN 978-5-6045889-1-8.

- М. Бобылева, П. Отдельнов, С. Полякова. Павел Отдельнов. Русское нигде. — М. : Триумф, 2021. — 78 с. — ISBN 978-5-6043737-7-4.

### Статьи
- П.А. Отдельнов. Художественный проект «Промзона»: история семьи как часть истории страны // Философические письма. Русско-Европейский диалог. — М. : Национальный исследовательский университет «Высшая школа экономики». Международная лаборатория исследований русско-европейского интеллектуального диалога, 2019. — № 2 (4) (декабрь). — ISSN 2658-5413. — doi:10.17323/2658-5413-2019-2-4-214-241.

- Е.И. Головина. Осколки памяти. Выставка Павла Отдельнова «Промзона» // Рецензируемый мультиязычный научный журнал Stephanos. — М. : Проект филологического факультета МГУ имени М.В. Ломоносова, 2019. — № 2 (34) (декабрь). — С. 45—53. — 221 с. — doi:10.24249/2309-9917-2019-34-2-45-53.

- Светлана Павлова. Идея будущего оказалась спекуляцией // Радио Свобода. — 2019. — 17 февраля.

- Глеб Струнников. Химия, жизнь и смерть // Уроки истории. XX век. — 2019. — 11 февраля.

- Aaron James Wedland. See Death and Life in Dzerzhinsk :  [англ.] // The Moscow Times. — 2019. — 19 February.

- Kate de Pury. Artist probes Russia’s toxic legacy through family history :  [англ.] // Associated Press. — 2019. — 20 February.

- Татьяна Золочевская. О чем молчит промзона? // Rara Avis. — 2019. — 27 февраля.

- Елена Чеснокова. На  берегу Черной дыры // Батенька, да вы трансформер. — 2019. — 21 марта.

- Павел Отдельнов. Реализм исчезающего реального // Художественный журнал. — М., 2020. — № №114. — С. 24—29. — ISSN 0869-4397.

- Алина Стрельцова. Безлюдные пейзажи Павла Отдельнова // Искусство. — М., 2021. — № №4 (615). — ISSN 0130-2523.

- С.В. Полякова. Русское нигде как пространство семиозиса: К истории одной выставки // Человек: Образ и сущность. Гуманитарные аспекты. — М. : ИНИОН, 2022. — С. 146—164. — УДК 130.2(G). — doi:10.31249/chel/2022.01.08.

- П.А. Отдельнов. Making of an Art Project: Ringing Trace :  [англ.] / Ninna Mörner // Ecological Concerns in Transition: A Comparative Study on Responses to Waste and Environmental Destruction in the Region 2022/2023. — Södertörn University, Centre for Baltic and East European Studies (CBEES), 2023. — March. — С. 59—64. — 222 с. — ISBN 978-91-85139-14-9.

- Анна Толстова. Политический пейзаж : Павел Отдельнов: живопись в расширенном поле // Журнал «Коммерсантъ Weekend» №44. — Коммерсантъ, 2023. — 15 декабря.

### Интервью
- Павел Отдельнов, Светлана Баскова. Неисчезающее прошлое // Сигма. — 2018. — 8 августа.

- Инна Кравченко. После нас тут будет жить мутант // Такие дела. — 2019. — 21 июня.

- От Первого Лица. Павел Отдельнов о выставке «Промзона». Радио Культура (4 марта 2019). Дата обращения: 20 сентября 2023.

- Художники. Личный опыт. Павел Отдельнов. Радио Культура (22 апреля 2022). Дата обращения: 20 сентября 2023.

- Евгения Макарова. О чем нужно знать и помнить // Дзержинское время. — 2020. — 5 сентября.

- Сергей Тимофеев. Павел Отдельнов об «Acting Out». Arterritory (25 октября 2022). Дата обращения: 20 сентября 2023.

- Сергей Тимофеев. Эти звенящие стены. Arterritory (26 октября 2021). Дата обращения: 20 сентября 2023.

### Видео
- Павел Отдельнов для Department of Research Arts. «Триумф». 2016
- Проект СОВРЕМЕННИКИ. Павел Отдельнов. Московский музей современного искусства. 2019
- In the Footsteps of Ghosts / По следам призраков. Герайнт Рис. 2020  на Vimeo
- Павел Отдельнов. Мусорное путешествие. Дарвиновский музей. 2020
- Russian Art Focus: Pavel Otdelnov. 2020
- Павел Отдельнов: Современное искусство, промзоны и чудовища разума. «Теоэстетика». 2021
- Павел Отдельнов. Цикл «Искусство травмы». Музей ГУЛАГа. 2021